# Storia dell'ateismo

Simbolo utilizzato dall'Associazione internazionale d'iniziativa atea.

La storia dell'ateismo risale all'antichità. La proposizione spontanea che gli dei non esistano è antica come il teismo stesso e l'idea della non esistenza di dio è vecchia quanto il monoteismo e l'enoteismo. Asserisce lo storico francese Georges Minois, che lo interpreta nella sua qualità di fenomeno storico: "In realtà l'ateismo è antico come il pensiero umano, e sin dalle origini si è posto come uno dei modi di vedere il mondo: un mondo nel quale l'uomo è solo di fronte a se stesso e alla natura"..
Il termine ateismo, derivante dal greco "ἄθεος"-atheos (senza Dio, negatore delle divinità ma con la connotazione di "empio") è il rifiuto di credere che Dio o una qualsiasi altra potenza divina esista, in traslato è l'assenza d'una qualsiasi fede religiosa. Sulla percentuale totale della popolazione dell'intero pianeta i pubblici seguaci dell'ateismo rimangono in ogni caso ancor oggi una minoranza.

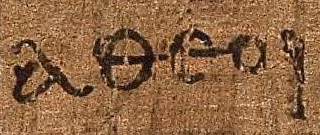
La parola greca αθεοι "Atheoi" ("[quelli che sono] senza dio "), così come appare nella Lettera agli Efesini 2:12.

Anche se la parola come sostantivo astratto è stata coniata per la prima volta nel 1540 e l'introduzione di un certo ateismo positivo non si è realizzato prima del tardo XVIII secolo, le idee d'impostazione atea e la loro influenza hanno un percorso ed una vicenda storica molto più lunga. Lungo il corso dei secoli gli atei sono giunti al loro punto di vista conclusivo attraverso un'ampia varietà di percorsi, tra cui la conoscenza nelle nozioni fondamentali dell'apparato scientifico, ma anche tramite convinzioni più prettamente filosofiche ed ideologiche.
Le nozioni e concezioni ateistiche si guadagnarono lentamente un certo sostegno nella tradizione degli ambienti intellettuali europei a cavallo del Rinascimento e subito dopo la riforma protestante.
L'ateismo più schietto è stato poi sostenuto da alcuni tra i più importanti protagonisti della rivoluzione francese, che cercarono attivamente di eliminare ogni "superstizione religiosa" dalla mente e dai cuori del popolo francese, sebbene il principale capo rivoluzionario, Maximilien de Robespierre, fosse contrario e affermasse che "l'ateismo è aristocratico".
Il pensiero ateo ha fatto poi enormi passi avanti nel periodo tra le due guerre mondiali e lungo tutto il XX secolo, quando i regimi nazionali propugnatori del comunismo i quali si susseguirono via via in molti paesi del mondo giunsero a promuovere un ateismo di stato che sopravvisse a vari livelli continuando ad essere disciplinato dal governo ufficiale.
L'ateismo marxista-leninista e le sue varianti di pensiero ebbero una notevole influenza; l'opinione del marxismo nei riguardi della religione ebbe un'importanza preponderante per i governi comunisti che s'istituirono in Unione sovietica, Europa dell'Est, Repubblica popolare cinese, Corea del Nord e Cuba. Con la caduta del muro di Berlino una certa religiosità si è ristabilita in varia misura in tutto l'ex blocco sovietico, mentre nelle società occidentali, con la loro storia di capitalismo, modernismo, consumismo e secolarizzazione ha veduto un sostanziale declino della pratica religiosa, con la crescita progressiva di un punto di vista più prettamente ateo e la cui visione ha avuto dei sostenitori di alto profilo.

## Filosofia indiana
In Oriente, un certo tipo di vita contemplativa non incentrata sull'idea di qualche divinità ha il suo avvio nel VI secolo a.C., con la nascita - ed il loro successivo veloce sviluppo - di Giainismo, Buddhismo, alcune correnti di pensiero presenti all'interno dell'Induismo (in India) e Taoismo (in Cina).
Anche se queste religioni pretendono di offrire un percorso filosofico e salvifico non incentrato sul culto di una divinità, la tradizione popolare in alcune forme settarie di queste religioni ha da tempo abbracciato la fede sulla propiziazione degli spiriti e di altri elementi naturali e, in certo qual modo, di alcune forme divine.

### Induismo
All'interno degli "astika", movimenti ortodossi che accettano i testi dei Veda come scritture rivelate (vedi Vedismo), le scuole di filosofia indiana dette Sāṃkhya e Mīmāṃsā per prime hanno rifiutato di contemplare l'idea di una divinità creatrice nei rispettivi sistemi di pensiero. Il principale testo della scuola Sāṃkhya è il Samkhyakarika (datato all'epoca dell'impero Gupta ed attribuito ad Iśvarakṛṣṇa, 350 d.C. circa), scritto quand'era già oramai uno dei Darshan dominanti.
La scuola è sia dualistica che atea, credendo pertanto in una duplice esistenza di Prakṛti (la Natura o "causa originaria" materiale) e Puruṣa (lo Spirito puro); in questo sistema non vi è alcun posto per un Īśvara (o Dio individuale), sostenendo che la sua esistenza non ha la possibilità di essere provata in alcun modo e quindi non ne può esser accettata come dato di fatto l'esistenza. Tale sistema è stato predominante all'interno della filosofia induista per molti secoli, ma è progressivamente diminuito dopo l'anno mille, anche se i commenti scritti più tardi risalgono al XVI secolo.
Il testo fondamentale della scuola Mimamsa è invece il Purva Mimamsa Sutra scritto da rishi Jaimini (risalente al III-I secolo a.C.); questo sistema ha raggiunto la propria massima estensione all'incirca attorno al 700 d.C. finendo, per qualche tempo durante il Medioevo, ad esercitare un'influenza decisiva sul pensiero induista in generale. La scuola vede la sua indagine primaria rivolta alla natura del dharma, ed il tutto basato su una stretta interpretazione degli inni vedici; i suoi principi fondamentali sono il ritualismo (ortoprassi), l'anti-ascetismo e l'anti-misticismo.
I primi Mimamsakas credevano in un Adrishta (l'"invisibile"), che è associabile al risultato del Karma o "opere eseguite", ma non ritenendo con ciò necessaria una figura divina nel proprio sistema; questo modo di vedere persiste in alcune sottoscuole dell'induismo ancora al giorno d'oggi.

### Giainismo
I fedeli giainisti interpretano la loro tradizione come eterna. Il Giainismo organizzato è databile al Parshvanatha vissuto nel IX secolo a.C., il ventitreesimo Tirthamkara, ma in modo più storicamente affidabile a Mahavira, un maestro del VI secolo a.C. contemporaneo del Buddha.
Il Giainismo è una religione dualistica con un universo composto di materia e anima; tutti i componenti posti al suo interno sono eterni e rimangono increati, non essendovi alcun Dio creatore onnipotente. Vi sono tuttavia alcuni spiriti divini che esistono all'interno dell'universo e si crede che l'anima singolare possa raggiungere uno status detto "divino"; nessuno di questi esseri soprannaturali però può esercitare una qualche forma d'attività creativa od aver la capacità d'intervenire in risposta alle eventuali preghiere rivoltegli dagli esseri umani.

### Chārvāka
La scuola filosofica Chārvāka, di stampo materialista e antireligioso, ha avuto origine nel subcontinente indiano col Bārhaspatya-sūtra (degli ultimi secoli a.C.), che ne è il testo fondante; essa è la scuola più esplicitamente atea che abbia mai partorito la filosofia indiana. Nata dallo scetticismo generico sorto durante l'epoca dell'impero Maurya, già nel VI secolo a.C. Ajita Kesakambali (il primo sostenitore noto del materialismo) viene citato nelle scritture buddhiste del Canone pāli in alcuni dialoghi e discorsi; egli avrebbe insegnato "che con la fine dell'esistenza corporea similmente il saggio e lo stolto vengono annientati, completamente distrutti e che non vi è alcuna vita dopo la morte".
La filosofia Chārvākan ci è nota al giorno d'oggi principalmente tramite i suoi avversari buddhisti ed appartenenti ai movimenti astika; obiettivo più corretto per i loro aderenti, secondo tali fonti, sarebbe stato quello di vivere una vita felice, prospera e produttiva in questo mondo e nient'altro. Il "Tattvopaplavasimha" di Jayarāśi Bhaṭṭa (VIII secolo) è a volte citato come esser uno dei testi superstiti del sistema di pensiero Chārvāka; la scuola pare essersi estinta attorno al XV secolo.

### Buddhismo
La mancata adesione alla nozione di una divinità suprema o primo motore immobile di concezione aristotelica è inteso da molti come una tra le distinzioni fondamentali sussistente tra il Buddhismo e le altre religioni. Mentre le innumerevoli tradizioni buddhiste non negano l'esistenza di esseri soprannaturali (molti di essi vengono discussi nei testi canonici buddhisti), non sembrano però attribuirvi dei veri poteri nel senso occidentale tipico del termine, come quelli di Creazione, Salvezza e giudizio universale finale; tuttavia inviare preghiere a spiriti illuminati è talvolta visto come maniera di produrre un certo grado di merito spirituale.
I buddhisti accettano l'esistenza di esseri spirituali che vivono nei regni superiori (vedi la cosmologia buddhista) e noti come Deva ma questi, esattamente come accade anche per tutti gli altri esseri umani, hanno sofferto all'interno del Saṃsāra e non sono per principio particolarmente più saggi degli uomini; il Buddha viene infatti spesso raffigurato come istruttore e maestro delle stesse divinità, addirittura superiore a loro. Nonostante questo alcuni Deva hanno seguito un percorso che conduce in direzione dell'illuminazione (Buddhismo).
In seguito la letteratura Mahayana ha purtuttavia ripreso l'idea di un'eterna, onnipervadente ed onnisciente, immacolata ed increata Essenza, mentre l'Essere o Dharmadhātu(l'autentica natura dei fenomeni), è intrinsecamente legata al sattvadhatu o "regno degli esseri"; ha una sua corrispondenza con la mente risvegliata o bodhicitta e con il Dharmakāya, il "corpo della verità" del Buddha stesso. Un tale status viene attribuito al Buddha in un certo numero di sutra Mahayana, ma si ritrova pure anche in vari Tantra.
In alcuni tra i principali testi della letteratura Mahayana, tale principio viene a volte presentato come manifestantesi in una forma più personalizzata, ossia nella qualità di un "Buddha primordiale", ad esempio Samantabhadra, Vajradhara, Vairocana, Amitabha Buddha e Adi-Buddha tra gli altri.

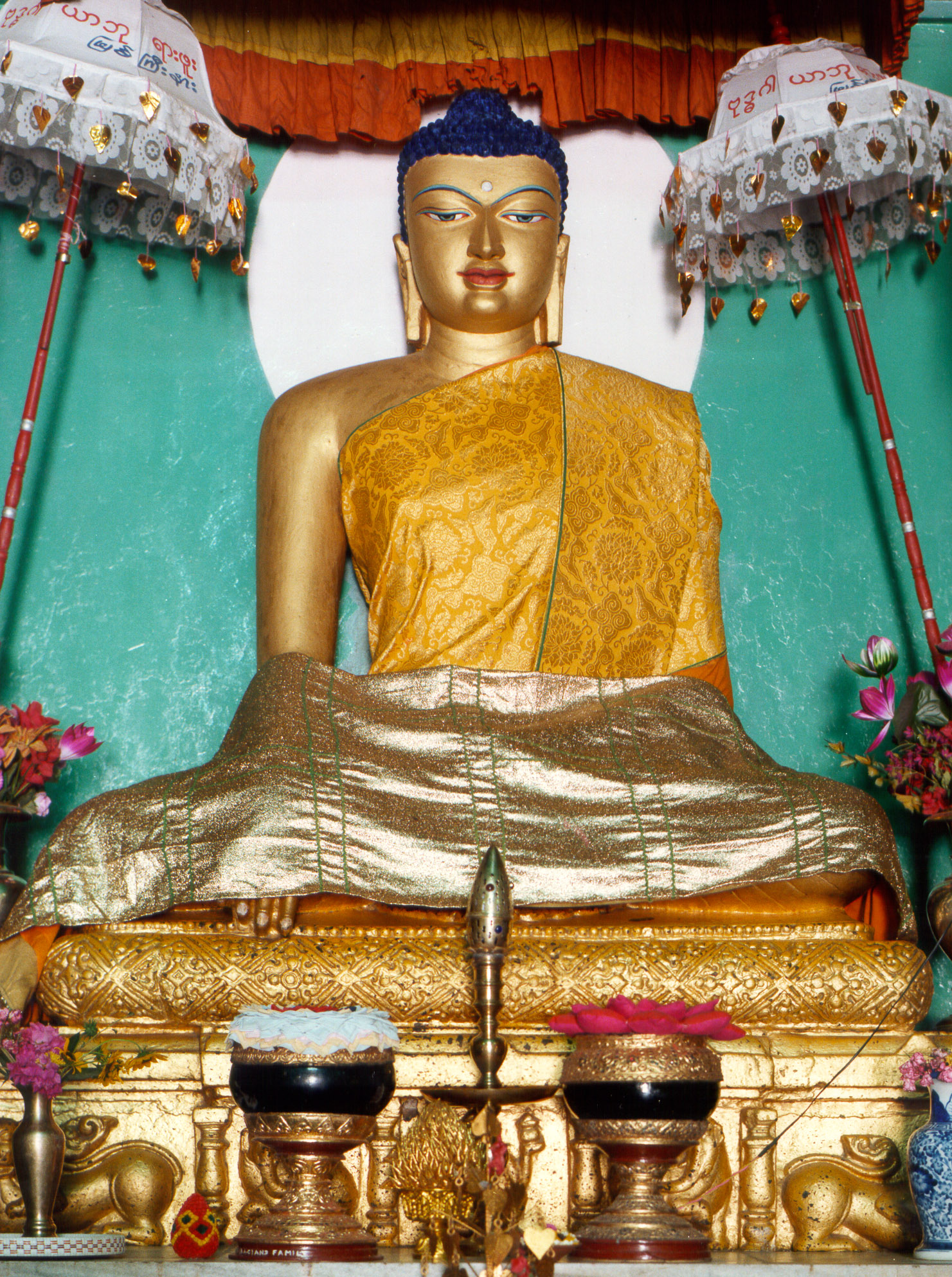
L'immagine principale del Buddha Sakyamuni all'interno del "Tempio di Mahabodhi" a Bodh Gaya in Bihar (India).

Il Buddha Shakyamuni dichiara (Majjhima Nikāya, Discorso 63º): «Quindi, Malunkyaputta, tieni presente quello che ho spiegato perché l'ho spiegato e quello che non ho spiegato perché non l'ho spiegato. Quali sono le cose che non ho spiegato? Se l'universo è eterno o no; se l'universo è finito o no; se l'anima è la stessa cosa del corpo o no»; in verità questo discorso si riferisce all'urgenza di accogliere il Buddhadharma ancor prima di superare problemi metafisici: infatti, il Buddha spiega: «O Mālunkyāputta, se un uomo fosse colpito da una freccia avvelenata, abbondantemente cosparsa di veleno, e i suoi amici e compagni, parenti e congiunti chiamassero un medico chirurgo ed egli, tuttavia, dicesse: "Non voglio farmi estrarre questa freccia fino a quando non saprò chi mi ha colpito, se un guerriero o un brāhmana, se un mercante o un servo"; e dicesse: "Non voglio farmi estrarre questa freccia, fino a quando non saprò quale uomo mi ha colpito, qual è il suo nome, qual è la sua gente" (...) certamente quest'uomo, o Mālunkyāputta, non riuscirebbe a sapere tutto ciò, prima di aver già finito il suo tempo.».
Bisogna anche tenere presente che «Colui che offre in sacrificio i propri desideri morbosi comprende l'inutilità di codesto macello d'animali sull'altare. Il sangue non pulisce, ma sporca. [...] Seguire la via della rettitudine è meglio che adorare gli dèi», Raccolta dei discorsi lunghi); in verità, tale disprezzo era rivolto ai sacerdoti e non alle divinità, la cui esistenza, fossero esse buone o cattive, non è mai stata messa in dubbio dall'Illuminato; così nel Puppha-Vagga: «Chi vincerà questa terra ed il mondo di Yama assieme a [quello de]gli dèi? Chi coglierà il Dhammapada bene spiegato, come l'esperto [coglie] il [giusto] fiore? Il discepolo vincerà la terra, il mondo di Yama, assieme a [quello de]gli dèi. Il discepolo coglierà il Dhammapada ben spiegato, come l'esperto [coglie] il [giusto] fiore. Avendo conosciuto questo corpo come simile alla spuma, avendo compreso la sua natura di miraggio, spezzate le fiorite frecce di Mara, proceda egli invisibile al Re della Morte».
Inoltre, secondo la dottrina della reincarnazione il Buddha stesso accoglieva la nozione di inferno per quanto non eterno: «Molti che indossano la veste gialla rappezzata [del monaco] sono di indole malvagia e non controllati. Essi, cattivi, conseguono l'inferno per le loro cattive azioni.»
Il Dalai Lama in un'intervista afferma: "Secondo certi specialisti, il termine "religione", nel suo preciso significato, designa una forma di fede basata sul concetto di "creatore". In tal senso, dunque, il buddhismo non è una religione".Il Dalai Lama intende che il buddismo non venera alcun "dio" creatore, quindi sia che si voglia considerare una religione sia che lo si voglia considerare una filosofia, il buddismo è da ritenersi "ateo". Tuttavia, sempre il "XIV Dalai Lama" Tenzin Gyatso, interrogato circa l'esistenza di un Dio personale, ha risposto articolatamente circa le affinità e le differenze presenti fra la spiritualità cristiana e occidentale e quella buddista («Se Dio viene considerato una realtà o una verità definitiva, allora la mancanza di identità può essere considerata come Dio e persino come un creatore ...»).

## Mondo classico
Nell'antichità classica occidentale, il teismo era la convinzione fondamentale che ha sostenuto il diritto divino dello stato (la polis prima, l'impero romano poi). Storicamente, ogni persona che affermava di non credere in una qualche espressione divina e ne propagava l'idea poteva diventare un facile bersaglio per l'accusa di ateismo, un crimine passibile di pena di morte.

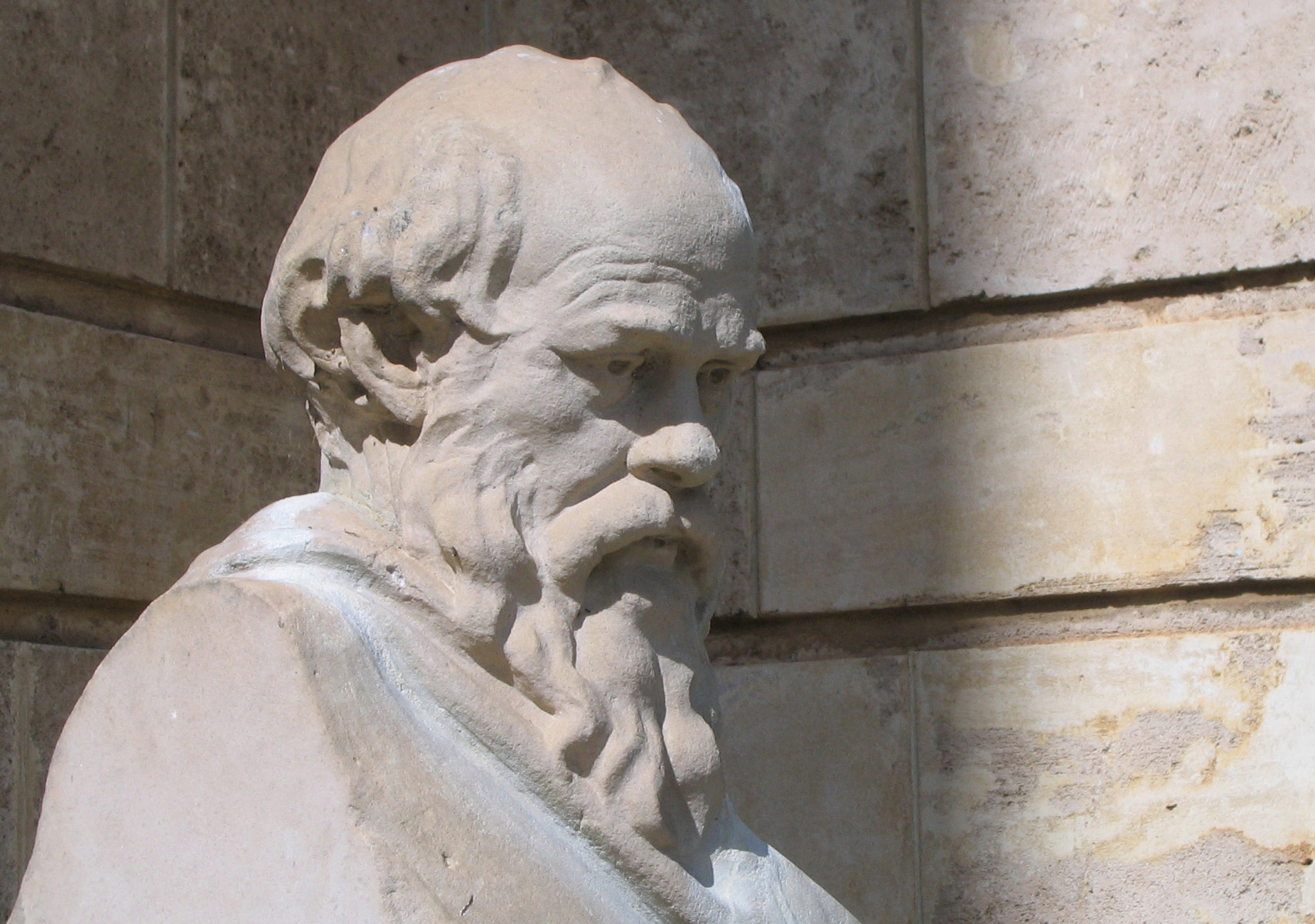
Busto di Socrate, University of Western Australia, Crawley, Australia Occidentale.

Per ragioni eminentemente politiche Socrate nel 399 a.C. è stato accusato di essere "atheos" in quanto rifiutava di ammettere l'esistenza degli dèi riconosciuti dall'antica Atene. Anche i primi esponenti del cristianesimo nell'antica Roma sono stati considerati sovversivi per la religione di stato e perseguitati come atei.
Così anche in seguito ed in maniera del tutto simile, l'accusa di ateismo - la quale significava preminentemente un "tentativo di sovvertimento della religione" - è stata molto spesso utilizzata assieme all'eresia e all'empietà, come strumento politico per disfarsi degli avversari politici.

### Presocratici
La filosofia occidentale ha avuto inizio nel mondo Greco nel VI secolo a.C., e subito vari suoi esponenti possono a buon diritto essere considerati filosofi atei.
I primi filosofi greci hanno tentato di spiegare il mondo in termini di processi di natura anziché di narrazioni mitologiche; si cominciò così a spiegare che il fulmine è un risultato naturale verificatosi all'interno delle nuvole, non opera di Zeus; mentre il terremoto si verifica a causa di uno stato notevolmente alterato del sottosuolo terrestre, non è quindi affatto opera di Poseidone.
I primi filosofi hanno spesso criticato le nozioni religiose tradizionali; Senofane (VI secolo a.C.) rimane famoso per aver affermato che "se buoi, cavalli e leoni avessero le mani e sapessero disegnare... i cavalli disegnerebbero gli dei simili a cavalli e i buoi gli dei simili a buoi".
Anassagora ebbe a sostenere che il Sole non fosse altro che una massa infuocata; a causa di ciò fu portata avanti contro di lui un'accusa di empietà tanto che fu costretto, prima che gli venisse intentato un processo allo stesso modo di Socrate, a fuggire velocemente dall'antica Atene per poter porsi in salvo.
La prima filosofia completamente materialista è stata prodotta dalla corrente di pensiero chiamata atomismo e fondata da Leucippo e Democrito (V secolo a.C.) i quali hanno tentato di spiegare la formazione e lo sviluppo del mondo in termini di movimenti casuali di atomi in moto perpetuo all'interno di uno spazio infinito.
Euripide, nella sua tragedia intitolata Bellerofonte (Euripide), fa dire al suo protagonista omonimo, il personaggio della mitologia greca Bellerofonte: "Qualcuno forse dice che vi siano dèi in cielo? No, non ce ne sono; chi ci crede non è altro che uno sciocco che si lascia ingannare guidato da una vecchia favola fasulla".
Aristofane, noto per il suo stile di satira variopinta, nella sua commedia I cavalieri (Aristofane): "Davvero credi agli dèi?. Sì. E quali prove hai?"

### Sofistica
Lungo il corso del V secolo a.C., gli esponenti della corrente di pensiero detta sofistica cominciarono a mettere in discussione molti degli assunti tradizionali della cultura greca.
Prodico di Ceo (Grecia) è stato detto abbia dichiarato di credere che "tutto quel che era utile per la vita umana sono stati considerati come divinità" (teoria dell'evemerismo); mentre Protagora di Abdera ha dichiarato all'inizio di uno dei suoi libri: "Per quanto riguarda gli dèi, non sono in grado di dire se esistano o meno".
Ma è Diagora di Milo, poeta e filosofo, ad essere riconosciuto come il primo autentico ateo del mondo greco; ha compiuto sacrilegio rendendo pubblici i misteri eleusini e scoraggiando vivamente le persone a sottoporsi al rito di iniziazione relativo.
Poco più tardi la filosofia che si richiama a Teodoro l'Ateo, la scuola cirenaica, si suppone abbia fermamente negato l'esistenza degli dèi e scritto un libro in proposito per esporre le proprie opinioni.
Anche Evemero ha fatto pubblicare la propria opinione a riguardo degli dèi, dicendo che erano solamente antichissimi governanti divinizzati, fondatori di polis e conquistatori del passato; i loro culti e religioni erano in sostanza la continuazione di regni scomparsi e strutture politiche anteriori di molti secoli. Sebbene egli fu in seguito criticato per aver "diffuso l'ateismo su tutta la terra abitata cancellando gli dèi", la sua visione del mondo non era atea in senso stretto in quanto distingueva nel suo giudizio le divinità primordiali, che venivano ancora considerate eterne ed imperiture.
Alcuni storici successivi hanno sostenuto che in realtà Evemero avesse un altro obiettivo, limitandosi al tentativo di rendere nuovamente attuali le antiche forme religiose classiche, anche alla luce della deificazione dei governanti politici quali Alessandro Magno (avvenuta, questa, poco tempo prima). La sua opera, come che sia, è stata tradotta per la prima volta in lingua latina da Ennio, forse cercando di spianare la strada alla prevista divinizzazione di Publio Cornelio Scipione (detto "l'Africano") e che doveva avvenire a Roma.

### Epicureismo

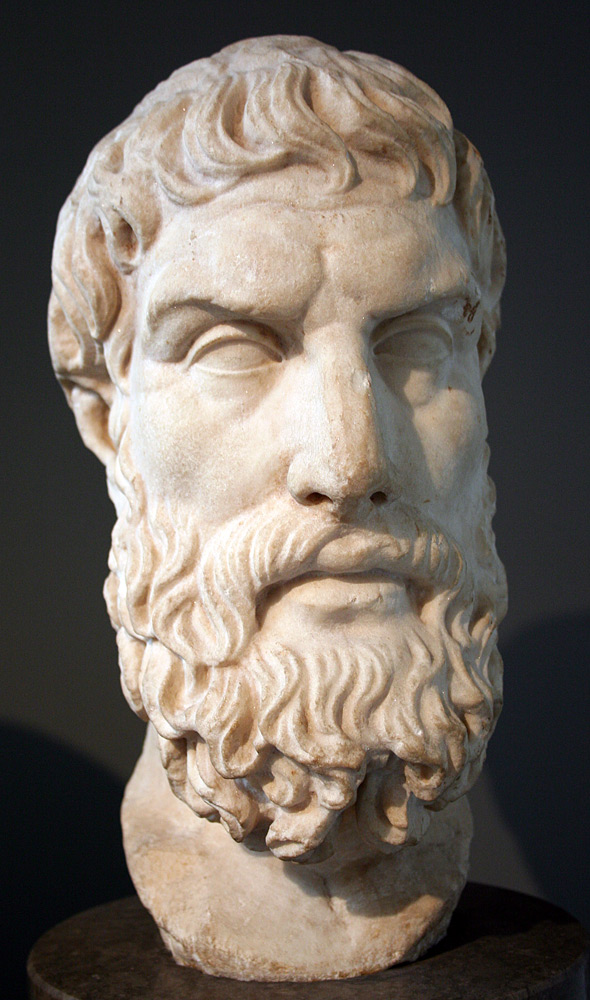
Epicuro

Altrettanto importante nella storia dell'ateismo è stata la figura di Epicuro. Sulla base delle precedenti idee provenienti da Democrito e dalla scuola dell'atomismo in genere, ha sposato una filosofia materialista in cui l'universo rimane governato esclusivamente dalle leggi del caso, senza alcuna necessità di un qualche intervento divino. Anche se ha affermato che esistessero le divinità, credeva però che queste fossero completamente disinteressate all'esistenza umana: obiettivo finale dell'epicureismo era quello di raggiungere la pace della mente e considerando il timore della collera divina come fondamentalmente irrazionale.
Una delle espressioni più eloquenti del pensiero epicureo è quella espressa da Tito Lucrezio Caro nella sua opera De rerum natura ed in cui ha dichiarato che esistono gli dèi, ma sostenendo anche che la paura nei confronti della religione è stata una delle principali cause di infelicità umana e che le varie divinità nulla avevano da spartire col mondo terreno.
Gli epicurei hanno anche negato la possibilità di una qualsiasi forma di esistenza dopo la morte fisica.
I maggiori esponenti dell'epicureismo non sono mai stati perseguitati dalle autorità statali, ma i loro insegnamenti sono risultati quantomai controversi; sono stati inoltre duramente attaccati anche dalle scuole tradizionali latine dello stoicismo prima e del neoplatonismo poi. Il movimento è rimasto in ogni caso marginale e gradualmente si estinse alla fine dell'impero romano.

## Medioevo
Fin dai primi tempi dell'Islam medioevale gli studiosi musulmani hanno riconosciuto l'esistenza dell'idea di ateismo e spesso hanno attaccato i kāfir-non credenti (gli "empi"), anche se non erano in grado poi di nominare eventuali atei. Quando gli individui venivano accusati di ateismo, solitamente erano visti come eretici piuttosto che nella loro qualità di sostenitori del rifiuto e della negazione dell'idea di Dio..
Pur tuttavia esistevano anche allora razionalisti atei espliciti ed una delle personalità più notevoli in tal senso è lo studioso scettico del IX secolo Ibn al-Rawandi, che ha criticato il concetto stesso di religione profetica, pertanto anche quella fondata da Maometto, sostenendo che siccome i dogmi religiosi non erano in alcuna maniera accettabili alla Ragione dovevano essere di fatto senza esitazione respinti.
Altri critici della religione all'interno del mondo islamico sono il medico e filosofo Rhazes, il poeta Al-Ma'arri e lo studioso Muhammad al Warraq. Al-Maʿarri, ad esempio, ha scritto ed insegnato che la religione di per sé era una "favola inventata dagli antichi" e che gli esseri umani erano "di due tipi: quelli con il cervello ma nessuna religione, e quelli con la religione ma senza il cervello".

Nel corso del Medioevo europeo ci sono note alcune chiare espressioni di ateismo. Il personaggio protagonista di una delle saghe degli Islandesi, quella intitolata Hrafnkels saga Freysgoða e scritta verso la fine del XIII secolo, dice: "io penso che sia una follia avere fede negli déi"; dopo che il tempio dedicato a Freyr viene bruciato e lui fatto schiavo giura di non compiere più alcun sacrificio, una posizione questa descritta come "goðlauss"-senza dio. Jacob Grimm nella sua "Teutonic Mythology" osserva che
 Vengono citati anche molti altri casi, tra cui quelli riguardanti due re.
Nell'Europa cristiana molte persone sono state perseguitate per il reato di eresia, soprattutto in quei paesi ove era più attiva la Santa Inquisizione. Anselmo d'Aosta nell'argomento o prova ontologica almeno implicitamente ha riconosciuto la validità del porsi la domanda sull'effettiva realtà di Dio.Tommaso d'Aquino nelle "Cinque prove dell'esistenza di Dio" (Quinque viae).
Lo storico gesuita Frederick Copleston tuttavia spiega che Tommaso ha disposto le proprie prove non nel tentativo di contrastare l'ateismo, bensì per rivolgersi espressamente al alcuni altri scrittori cristiani come Giovanni Damasceno il quale affermava che la conoscenza dell'esistenza di Dio era naturalmente innata nell'uomo, in base al suo naturale desiderio di felicità; Tommaso dichiarò che anche se c'è desiderio di felicità il quale costituisce la base della prova dell'esistenza di Dio nell'uomo, risulta necessaria un'ulteriore riflessione per capire che un tale desiderio può trovare pieno compimento soltanto in Dio e in nessun'altra cosa, né in ricchezze né in piacere sensuale.
L'accusa di ateismo è stata variamente utilizzata per attaccare avversari politici e/o religiosi: papa Bonifacio VIII, poiché ebbe molto ad insistere sulla necessità di una supremazia politica da parte della Chiesa, è stato accusato dai suoi nemici dopo la morte di tenere (improbabili) posizioni atee poiché egli non avrebbe creduto "nell'incorruttibilità e immortalità dell'anima, quindi neppure in una vita a venire".
Durante il Medioevo, in Europa, sono rare le professioni di ateismo, sebbene alcune riflessioni preludano al riaffiorare dello stesso nel Rinascimento. In Francia, per i bestemmiatori - per lo più credenti, come oggi, - e, nella stessa proporzione minoritaria dei francesi, atei - erano previste pene diverse a seconda delle epoche e dei luoghi: se a Marsiglia, per disposizione delle autorità cittadine, chi bestemmiava in luogo pubblico era condannato a bagnarsi tre volte in un fosso fangoso, i sovrani tentarono d'intervenire con ordinanze regie di assai varia entità: Luigi IX equiparò la bestemmia al reato di lesa maestà e tentò d'introdurre la marchiatura a fuoco o il taglio della lingua in caso di recidiva, sebbene non sia chiaro se la pena sia mai stata in concreto applicata; Carlo VII, nel 1460, dispose invece che i bestemmiatori fossero esposti alla gogna nei giorni di mercato.
Il poeta Guido Cavalcanti (1258-1300), amico di Dante Alighieri, era ateo, secondo quanto scrivono Dante stesso e Giovanni Boccaccio (anche il padre, Cavalcante Cavalcanti era considerato un eretico e un simpatizzante dell'epicureismo).

## Rinascimento e Riforma
Durante il periodo del Rinascimento e della riforma protestante la critica, a volte anche molto forte e serrata, nei confronti dell'establishment religioso, è diventata via via sempre più frequente nei paesi a maggiorana cristiana; ma questo, ancora, non costituiva di per sé ateismo. Bousson ipotizza che proprio l'epoca rinascimentale, rifacendosi ampiamente alle idee e alla cultura dell'antichità classica abbia posto i fondamenti dell'ateismo moderno occidentale, la cui prima affermazione sistematica sarebbe rappresentata dal discorso pronunciato dal poeta, umanista ed editore francese Étienne Dolet in quel di Tolosa nel 1533.
Il termine "athéisme" è stato coniato nel regno di Francia attorno al XVI secolo; la parola "ateo" appare in testi inglesi stampati almeno fin dal 1566; il concetto di ateismo emerge inizialmente come reazione alle turbolenze politiche costituite dalle guerre di religione prima, ed intellettuali provenienti dal secolo dei lumi poi; è da notare inoltre che tutti i termini designanti una qualche forma di incredulità vengono coniati dopo il XVI secolo: da libertinismo e libertino a deismo, panteismo, materialismo e naturalismo, fino a fatalismo, teismo, libero pensiero ed infine razionalismo.
La miscredenza è stata spesso una risposta alle posizioni controverse adottate dai credenti; nel corso di tutto il XVI e XVII secolo la parola 'ateo' è stata utilizzata esclusivamente come fosse un insulto in quanto pare che nessuno volesse essere considerato tale: anche se un compendio apertamente ateo noto come Theophrastus redivivus è stato pubblicato da un autore anonimo nel corso del '600, quello di ateismo era nella sua generalità un epiteto implicante mancanza di freni morali, ossia di irrecuperabile libertinismo.
La questione di una miscredenza consapevole di sé ai limiti dell'ateismo si pone per la prima vola entro la cristianità con la serie di Gargantua e Pantagruel dello scrittore francese François Rabelais; le innumerevoli affermazioni irriverenti e satiriche ai limiti dell'irrisione nei confronti della fede religiosa attraggono presto le autorità ecclesiastiche, che pongono la censura all'opera già nel 1542: Gebhart nel 1877 riconosce in Rabelais uno scettico che si rifiuta di scegliere tra credere e non credere: Lefranc lo considera invece un vero e proprio incredulo.
Burle ed insolenze rabelaisiane presenti nel Gargantua si pongono nel solco di una tradizione comica clericale in cui sono parodiati riti e parole della messa, mentre vengono stravolti e contraffatti gli eventi e i racconti biblici considerati sacri (tra cui i miracoli e la resurrezione di Cristo): viene pronunziata un'accusa di ateismo contro Rabelais nel 1549 dal monaco Gabriel de Puy-Herbault, in cui la parola "ateo" è strettamente associata a quella di "luterano" (quindi termine e definizione offensiva rivolta a tutti gli eretici e scismatici, sacrileghi ed eterodossi, una specie di superlativo di "deista".
Si riscopre l'atomismo di Democrito, Epicuro e Lucrezio e, con essi, una visione del mondo meccanicistica ed integralmente materialista, molto congeniale all'indagine scientifica; ed insieme alla filosofia, risorge anche l'intera mitologia classica in tutte le forme artistiche, dagli affreschi ai dipinti, dalla poesia alla scultura. Il mito pagano comincia ad essere interpretato e spiegato razionalmente dall'erudizione umanistica che ricostruisce il processo creativo delle divinità da parte degli esseri umani; da questo momento anche la religione cristiana, con tutte le altre, diviene suscettibile d'interpretazione allegorica.
Ancora Henri Weber tornerà alla spinosa questione insistendo sulla profonda crisi religiosa che investe la cristianità cinquecentesca, col popolo incolto legato ancora a forme di semi-paganesimo, mentre la corrente di pensiero costitutiva dell'umanesimo riscopre l'antichità ed utilizza l'averroismo studiato nell'università di Padova il quale accentua sempre più il rilievo dato alla Ragione e alla religione naturale. In Italia del Nord ed in particolare proprio a Padova, la cui Università è direttamente dipendente dal governo della Repubblica di Venezia e sottratta pertanto all'autorità dell'Inquisizione romana, viene svolta una riflessione speculativa assai libera e audace, col sostegno a tesi che negano la realtà dei miracoli, l'immortalità dell'anima e che cominciano a separare in maniera netta e decisa la verità di Fede da quella di "Ragione": Pietro Pomponazzi è il più illustre esponente della filosofa padovana rinascimentale.
Nel Tractatus de immortalitate animae del 1516 si afferma l'impossibilità di dimostrare razionalmente l'immortalità dell'anima; per Pomponazzi Tommaso d'Aquino è un traditore di Aristotele il quale, come la stragrande maggioranza dei filosofi antichi, rifiuta un tal presunta immortalità: all'origine di questa credenza sta allora la necessità di garantirsi l'obbedienza del popolo e null'altro. Il libro, che desta ampio scandalo, viene bruciato e messo nell'Indice dei libri proibiti. In altri suoi trattati pubblicati postumi il filosofo asserisce l'inconciliabilità tra libero arbitrio e l'idea di provvidenza, attribuendo ai cosiddetti miracoli cause naturali destinate in futuro ad avere una chiara spiegazione scientifica; i santi risultano esser talvolta assimilati ai ciarlatani, viene messa in dubbio la veridicità della resurrezione, ma concludendo che "tali pie menzogne diventano utili a rafforzare la fede".
Uno degli studenti di Pomponazzi è stato Gerolamo Cardano. Tra i critici del tempo, ci sono anche Francesco Vimercati (1500-1570), il miglior rappresentante del razionalismo padovano, Étienne Dolet e Jean Bodin.
A partire dagli anni '30 del '500 alcuni laici cominciano a far uso del dubbio metodico, spinto sempre più in avanti; da quello ermeneutico al dubbio sistematico e sostanziale: arrivando a mettere in discussione la stessa storicità del Vangelo si approda inevitabilmente all'ateismo. Viene chiamato in causa anche l'umanista olandese Erasmo da Rotterdam, da sempre abituato alla pratica del dubitare, condannato nel 1526 dalla Sorbona per molte sue proposizione considerate "scandalose, blasfeme ed eretiche": Erasmo osa dubitare dell'attribuzione dell'Apocalisse a San Giovanni, dell'autenticità delle parole usate durante il rito dell'eucaristia, dell'obbligo di confessarsi a voce, dell'efficacia delle indulgenze, della sussistenza di un'anima separata dal corpo, etc.
Ma quando aveva applicato il dubbio anche ai temi del libero arbitrio e della Trinità ha fatto infuriare anche Martin Lutero il quale lo definisce scettico e finanche ateo; con la pubblicazione dell'Elogio della follia inizia ad essere paragonato a Luciano di Samosata e rimproverato d'aver messo sullo stesso piano ebrei, cristiani e musulmani.. Il francese Sébastien Castellion appoggia Erasmo in toto e nel suo "De arte dubitandi et confidendi, ignorandi et sciendi" mette alla berlina quegli uomini che "ignorano il dubbio, che non conoscono ignoranza, che sanno esprimersi solamente con frasi apodittiche e che, se dissenti da loro, ti condannano senza la minima esitazione... che non tollerano il dubbio da parte di alcuno... Se i cristiani avessero dubitato di più, non si sarebbero macchiati di tanti crimini funesti".
Per l'uomo rinascimentale la Natura prende via via sempre più il posto privilegiato che spettava a Dio "perché anch'essa ha un'anima, realizza intenzioni costanti e veglia sull'uomo come una Provvidenza... il cielo non è più cristiano, ma non è neanche vuoto; gli astri hanno ritrovato la loro divinità". La scuola del neoplatonismo fonde alcune delle proprie idee con l'astrologia, l'alchimia e la filosofia naturale; passando da Paracelso a Cardano si può rinvenire una visione del mondo naturalista e panteista, con un parziale ritorno all'animismo e alla magia.
Leonardo da Vinci esprime il suo scetticismo (velato di sottile ironia) nel "Quarto quaderno di anatomia": Quanto al resto della definizione dell'anima, la abbandono all'immaginazione dei frati, padri delle genti, che per ispirazione conoscono tutti i segreti. Giorgio Vasari, nella prima edizione de Le vite de' più eccellenti pittori, scultori e architettori lo mette senza esitazione tra gli empi: "Fece ne l'animo un concetto sì eretico, che è non si accostava a qualsivoglia religione, stimando per avventura assai più lo esser filosofo che cristiano". Anche Leonardo quindi, riconoscendo la presenza di uno spirito vitale diffuso in tutto l'universo pare porsi nel solco della corrente panteista.
Secondo lo storico australiano Geoffrey Blainey l'età della Riforma in Europa ha aperto in un certo modo la strada agli atei dando loro per la prima volta la possibilità di attaccare l'autorità della Chiesa cattolica, il che a sua volta "tranquillamente ha ispirato altri pensatori ad attaccare l'autorità delle nuove chiese protestanti". Il deismo ha guadagnato influenza in Francia, Prussia e in Inghilterra; questo offriva la fede in una divinità non-interventista nelle faccende del mondo, ma "mentre alcuni deisti erano atei travestiti, la maggior parte erano religiosi, e per gli standard di oggi sarebbero chiamato dei veri credenti".

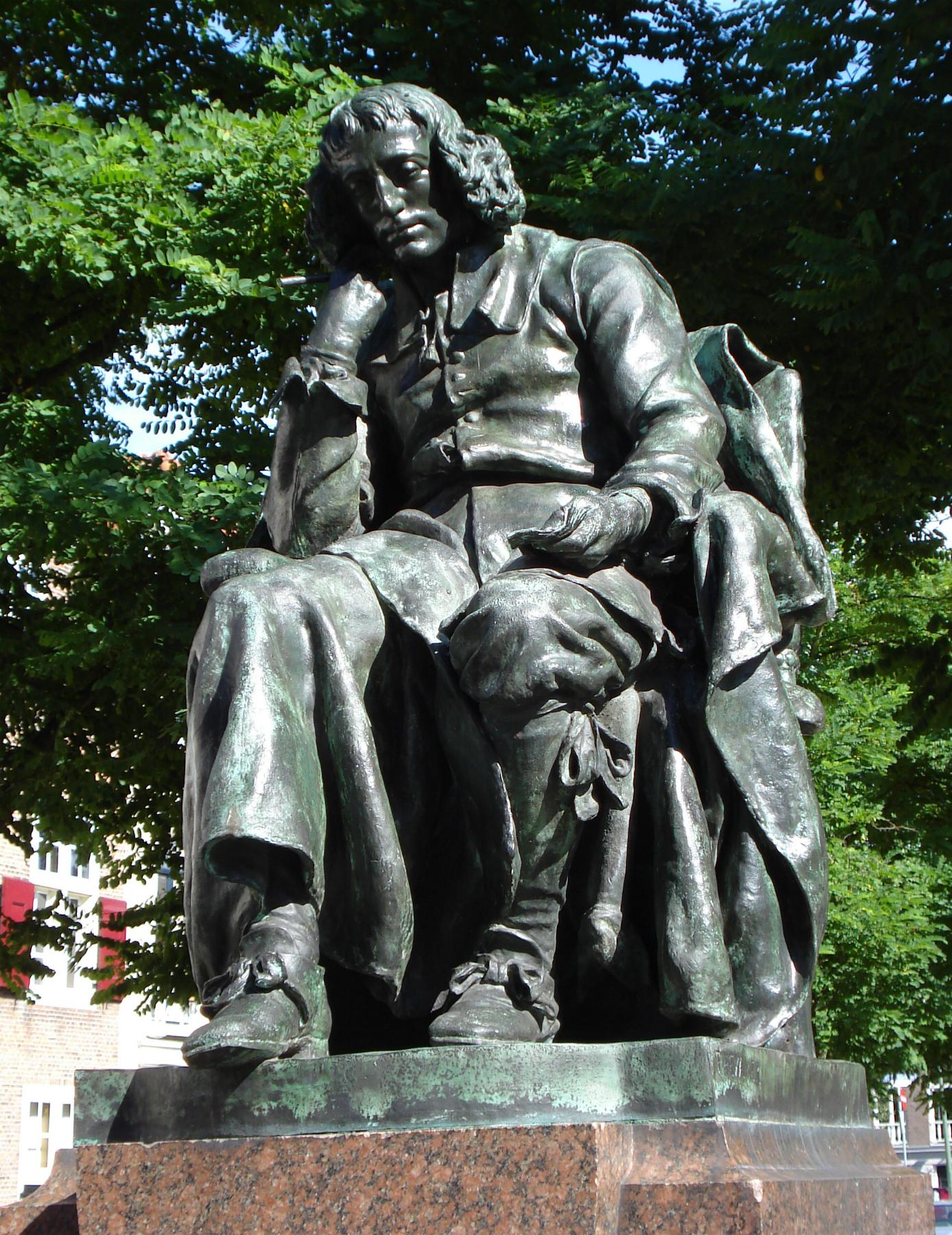
Spinoza sosteneva che Dio non ha mai interferito nella gestione del mondo, ma piuttosto che le leggi naturali spiegano già in modo perfetto il funzionamento dell'universo.

Le scoperte scientifiche e matematiche di Niccolò Copernico, Isaac Newton e René Descartes hanno presto delineato un modello di leggi naturali che prestavano sempre maggior attenzione e peso a questa nuova prospettiva. Blainey ha scritto che il filosofo olandese di origini ebraiche Baruch Spinoza era "probabilmente il primo ben noto 'semi-ateo' ad aver annunciato tal qualifica per se stesso in una terra cristiana in epoca moderna". Spinoza era stato espulso dalla sua sinagoga per le proteste che aveva espresso contro gli insegnamenti della propria scuola rabbinica e per non aver frequentato le funzioni del Sabato.
Egli credeva che Dio non avesse mai in alcuna maniera interferito nella gestione del mondo, ma piuttosto che le leggi naturali spiegassero in maniera completa ed esaustiva il funzionamento dell'universo. Nel 1661 ha pubblicato il suo Breve trattato su Dio, l'uomo e il suo bene (rinvenuto soltanto nel corso dell'800), ma non fu una figura di pensatore popolare per tutto il primo secolo dopo la sua morte: "Un credente si aspettava che un ateo fosse un ribelle in ogni cosa e un malvagio in tutte le sue vie", ha scritto Blainey, "ma qui si vede che Spinoza è stato invece un virtuoso. Ha vissuto una vita buona e ha fatto sì che la propria esistenza si compisse in un modo utile... C'è voluto coraggio per essere uno Spinoza o addirittura uno dei suoi sostenitori. Se una manciata di studiosi contemporanei a lui era d'accordo con i suoi scritti, non lo ha però mai fatto dire in pubblico".
Quanto dovesse essere pericolosa l'accusa di ateismo in questo periodo storico è bene illustrata dagli esempi di Étienne Dolet, prima condannato alla pena di morte per strangolamento e poi il suo cadavere fatto bruciare in quanto ateo nel 1546, e di Giulio Cesare Vanini che ebbe un destino del tutto simile nel 1619.
Il filosofo inglese Thomas Hobbes è stato anche accusato, tra le altre cose, di ateismo, ma egli negò sempre; in ogni caso il suo teismo era quanto mai insolito, in quanto riconosceva a Dio un'essenza materiale. Ma ancor prima di lui, il drammaturgo e poeta Christopher Marlowe è stato accusato di ateismo, quando viene rinvenuto in casa sua un trattato che negava recisamente la divinità di Gesù Cristo; prima che potesse terminare di difendersi pubblicamente, l'autore inglese finì con l'essere assassinato, non si sa bene da chi e perché.
Nei tempi moderni il primo ateo esplicito conosciuto per nome è stato il critico della religione danese di lingua tedesca Matthias Knutzen il quale ha pubblicato tre scritti atei nel 1674.
Nel 1689 il nobile polacco, filosofo e soldato Kazimierz Łyszczyński, che aveva negato l'esistenza di Dio nel suo trattato intitolato "De non existentia Dei", fu imprigionato illegalmente e poco dopo, a seguito di un processo frettoloso intentatogli dalle autorità cattoliche, condannato a morte per ateismo; subisce la decapitazione a Varsavia dopo che la sua lingua gli venne strappata con un ferro incandescente e le sue mani bruciate a fuoco lento.
Łyszczyński asserisce che è l'uomo ad aver creato Dio, un semplice concetto inventato dalla mente umana, una chimera che esiste solo nella mente degli uomini i quali si ritrovano ad essere i veri "architetti" della divinità. La religione è una truffa perpetrata dai più furbi nei confronti della gente semplice; i primi hanno creato Dio con l'intento di opprimere il prossimo e solamente i più saggi tentano di liberare la Verità dall'oblio in cui rimane celata.
Allo stesso modo finisce, un secolo dopo, nel 1766 il membro appena ventenne dell'aristocrazia francese Jean-François Lefebvre d'Ormesson, Chevalier de La Barre; processato per blasfemia subisce la tortura, dopo esse stato decapitato il suo corpo venne dato in pasto alle "fiamme purificatrici": il tutto per un presunto vandalismo nei confronti di un crocifisso Il caso è divenuto celebre perché se ne è occupato anche Voltaire il quale tentò senza alcun successo di far rovesciare la sentenza processuale.

## XVIII secolo

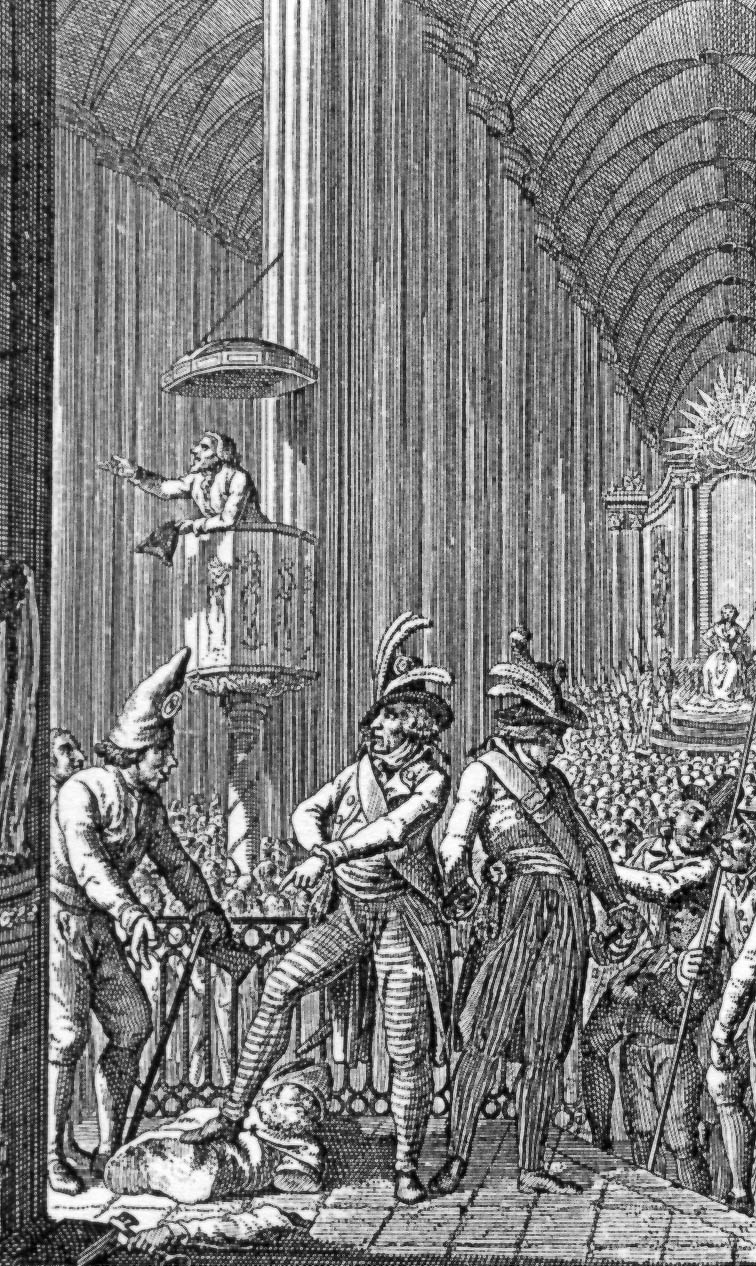
La cattedrale di Strasburgo trasformata in Tempio della Ragione.

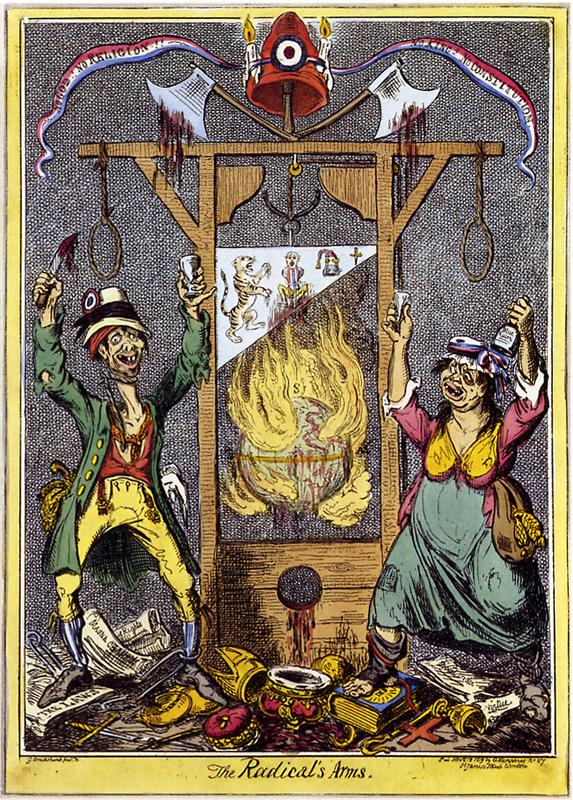
Caricatura inglese anti-rivoluzionaria del 1819, ad opera di George Cruikshank. Nel nastro tricolore è inscritta la frase "No Dio! No Religione! No Re! No Costituzione!". Sotto il nastro, e il suo berretto frigio con coccarda tricolore, la ghigliottina la cui lama è sospesa sopra un globo infuocato. Un uomo emaciato e una donna ubriaca vestita di stracci servono come sostenitori e araldi della causa, ballando allegramente sulle insegne reali e clericali.

Nella prima diffusione dell'ateismo gioca un ruolo primario anche il desiderio di "libertà di costumi", soprattutto sessuali, e questo si esprime a partire dal '600 letterariamente col romanzo libertino in cui vengono associate la libertà di pensiero alla libertà sessuale e alla liberazione dalla religione. Dal libertino svizzero Jacques Gruet (finito decapitato in quanto acerrimo nemico di Giovanni Calvino) a Giordano Bruno (bruciato sul rogo), atei ed eterodossi sono stati assertori di un ideale profano dell'amore, liberato da ogni interdizione religiosa. Contemporaneamente le guerre di religione finiscono con lo scatenare anche la violenza anticlericale.
Pur non ottenendo mai conversioni in massa da parte della popolazione, le diverse versioni del deismo divennero un poco alla volta molto influenti in certi ambienti intellettuali.
Jean Jacques Rousseau ha contestato la nozione cristiana la quale vuole che l'umanità sia stata contaminata dal peccato originale all'inizio dei tempi, dopo che i progenitori Adamo ed Eva sono stati scacciati dal giardino dell'Eden, proponendo invece la tesi secondo cui gli esseri umani erano originariamente buoni e che solo più tardi peggiorarono a causa della cattiva influenza costituita dalla civiltà.
L'influente figura di Voltaire operò per diffondere le nozioni deistiche ad un sempre più vasto pubblico. "Dopo lo scoppio della rivoluzione francese e le sue esplosioni virulente di ateismo, Voltaire è stato ampiamente condannato come una delle cause", ha scritto Blainey, "Ciò nonostante, nei suoi scritti si ammette che il timor di Dio sia un poliziotto essenziale in un mondo disordinato: 'Se Dio non esistesse, bisognerebbe inventarlo', scriveva Voltaire".
Probabilmente il primo libro dell'era moderna dedicato esclusivamente alla promozione dell'ateismo è quello scritto da francese Jean Meslier; dopo aver passato l'intera vita a svolgere anonimamente la professione di sacerdote cattolico, venne rinvenuto nel 1729 tra le sue carte postume un lungo saggio filosofico dall'eloquente titolo di "Pensieri e sentimenti di Jean Meslier: con chiare ed evidenti dimostrazioni della Vanità e della falsità di tutte le religioni del mondo". Egli respinge in toto il concetto di Dio, sia in senso cristiano che nella forma del deismo; non solo, ma anche l'ipotesi dell'anima, dei miracoli e della presunzione di scientificità addotta dalla teologia. Il filosofo contemporaneo Michel Onfray afferma che il lavoro di Meslier segna l'inizio storico del più autentico ateismo moderno.
Denis Diderot, uno dei più importanti "philosophes" dell'Illuminismo e redattore capo dell'Encyclopédie, ha cercato di sfidare il dogma religioso (in particolare quello cattolico), dicendo che "la ragione è per il filosofo ciò che la grazia è per il cristiano... la grazia determina l'azione del cristiano, la ragione quella del filosofo"; per un breve periodo di tempo, a causa di alcuni suoi scritti (era stato considerato l'autore del classico della letteratura erotica Thérèse philosophe, romanzo libertino e anticlericale), è stato anche incarcerato col divieto di pubblicare.
In Scozia intanto Hume realizzò nel 1754 una storia d'Inghilterra in sei volumi, che diede una ben poca attenzione e rilevanza alla figura divina; l'idea era che se anche fosse esistito, Dio si sarebbe trovato del tutto impotente di fronte agli sconvolgimenti politici europei. L'autore poi non temette neppure di ridicolizzare l'idea dei miracoli, pur mantenendosi attentamente lungo una linea che evitasse di mettersi troppo in opposizione al cristianesimo; per la sua presenza ad Edimburgo la città si guadagnò la fama e reputazione d'essere un "rifugio per l'ateismo", allarmando così alquanto innumerevoli britannici pii.
Nel 1758 Helvetius pubblica De l'homme; l'autore considera la fede in Dio e nell'anima come il risultato della nostra incapacità di comprendere il funzionamento della natura, e vede le religioni, compresa la religione cattolica, un sistema afflitto da dispotismo il cui unico obiettivo è il mantenimento dell'ignoranza per un migliore sfruttamento degli uomini. Il libro sarà vietato e Helvetius ha dovuto ritrattare per non essere incarcerato.
Julien Offray de La Mettrie, di professione medico, pubblica L'uomo macchina
Dopo il 1770 in alcuni paesi a maggioranza cristiana l'accusa di ateismo cessava di essere pericolosa per la vita di chi ne professava i principi; essa non richiedeva più un'immediata e recisa smentita, evolvendovi invece sempre più in una posizione da alcuni ammessa pubblicamente. La prima smentita aperta nei riguardi dell'esistenza di un qualsiasi Dio, con pubblica professione di ateismo, proviene da Paul Henri Thiry d'Holbach nella sua opera del 1770 intitolata "Il sistema della natura"; il suo salotto era frequentato, oltre che da Rousseau, anche da Denis Diderot, David Hume, Adam Smith e Benjamin Franklin. Tuttavia il suo libro venne pubblicato sotto pseudonimo e fu bandito e pubblicamente bruciato dal boia.

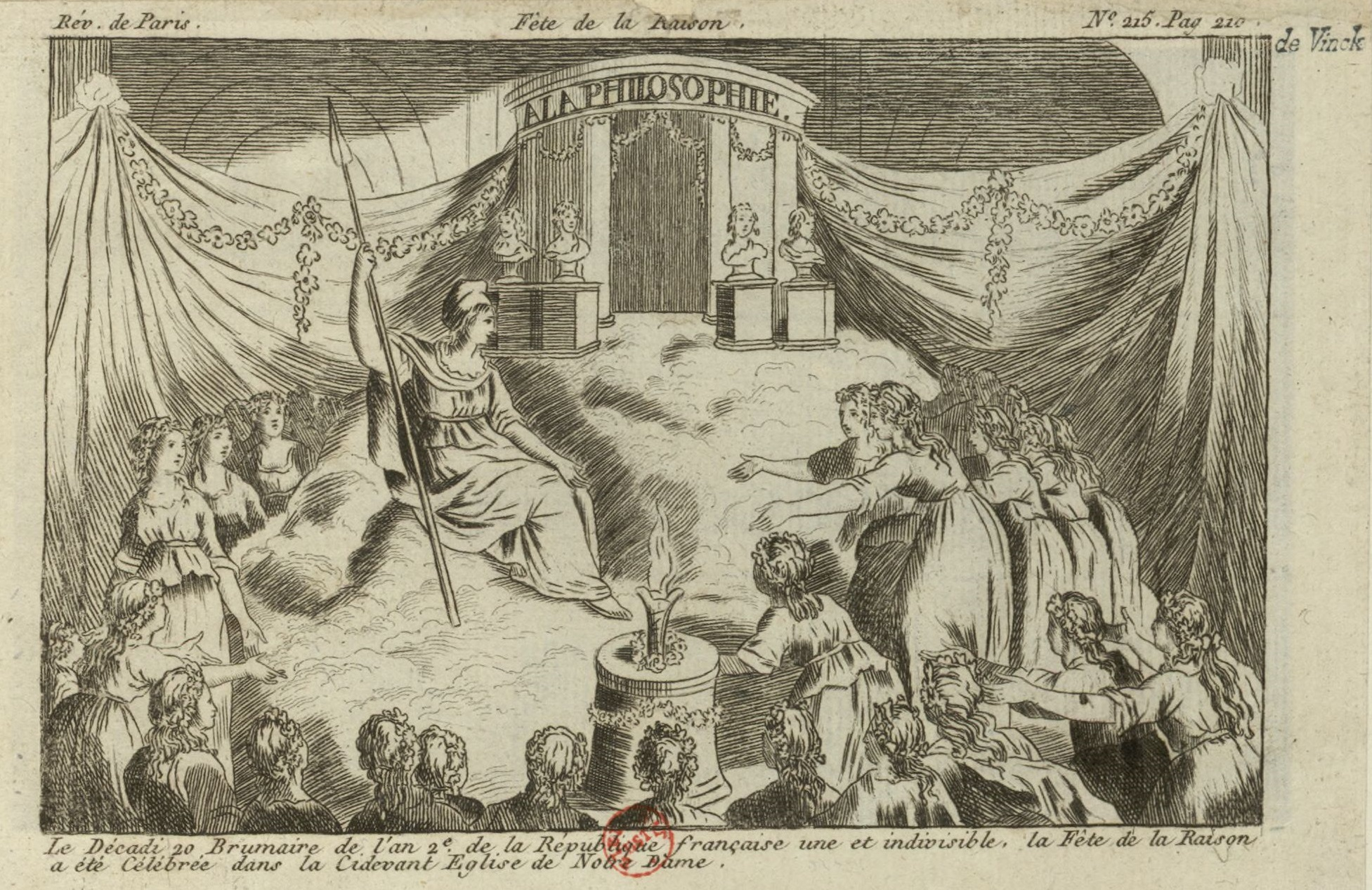
La festa della Ragione.

Nel 1781 un discepolo di Helvetius, Jeremy Bentham (1748-1832) ha posto le basi di dell'utilitarismo che possono essere riassunte dalla ricerca della "massima felicità per il maggior numero", senza alcun riferimento a Dio. Si tratta di un nuovo edonismo, completo e ateo. Bentham è meglio conosciuto in Inghilterra che in Francia; ha influenzato in particolare John Stuart Mill e Henry Sidgwick.
Il "culte de la Raison" si sviluppò durante il periodo di grande incertezza sociale e civile tra il 1792-1794 (Anni I e III della Rivoluzione), anche a seguito dei massacri di settembre, quando la Francia rivoluzionaria aveva oramai maturato forti timori nei confronti dei nemici sia interni che esterni. Diverse chiese parigine furono subito trasformate in "templi della Ragione", in particolare la Chiesa di Saint-Paul-Saint-Louis nel quartiere parigino di Le Marais. Le chiese hanno cominciato a venire chiuse in tutta la nazione a partire dal maggio 1793, in modo definitivo dal il 24 novembre 1793 quando la Messa cattolica risultò di fatto proibita.
Blainey ha scritto che "l'ateismo è divenuto il piedistallo della Francia rivoluzionaria fin dal 1790. I simboli secolari hanno presto sostituito la croce. Nella cattedrale di Notre-Dame l'altare, il luogo più santo, è stato trasformato in un monumento alla ragione..." Durante gli anni della rivoluzione francese, ma soprattutto durante il periodo detto regime del Terrore (tra il 1793-94), dopo che in tutto il territorio francese venne abolito il calendario cristiano (e sostituito con un calendario rivoluzionario francese), monasteri, conventi e proprietà della Chiesa furono sottoposte a sequestro preventivo con monaci e suore espulsi a forza.
Il cosiddetto Culto della Ragione fu una forma di credo basato sull'ateismo ideato da Jacques-René Hébert, Pierre Gaspard Chaumette e dai loro più prossimi sostenitori. Vennero in parte modificati dal deista Maximilien Robespierre, il quale sostituì la Ragione con l'Essere Supremo nel culto dell'Essere Supremo. Entrambi i culti sono stati comunque il risultato della scristianizzazione progressiva della società francese durante la Rivoluzione e parte del regno del Terrore.
Il culto della ragione veniva celebrato in un'atmosfera da carnevale con parate, saccheggi di chiese, cerimonie in stile iconoclasta, in cui erano deturpate immagini religiose e malmenate persone reali, con cerimonie che sostituivano ai martiri cristiani i "martiri della rivoluzione". Le prime manifestazioni pubbliche si svolsero nei territori di provincia, alle porte di Parigi, in particolare dagli Hébertisti nella zona intorno a Lione, ma presero un'ulteriore svolta radicale con la "Fête de la Liberté" a Notre Dame de Paris, il 10 novembre (20 brumaio) 1793 , con cerimonie ideate e organizzate direttamente da Chaumette.
L'opuscolo dedicato al teologo dissidente Joseph Priestley "Answer to Dr. Priestley Letters to a Philosophical Unbeliever (1782)" è considerato la prima dichiarazione pubblicata a favore dell'ateismo in Gran Bretagna - plausibilmente il primo in lingua inglese (da non confondersi con opere di atei rimaste segrete o criptiche). L'autore, altrimenti sconosciuto, 'William Hammon' (forse uno pseudonimo) ha firmato la prefazione e postfazione come redattore del lavoro, e il testo principale anonimo è attribuito a Matthew Turner (morto forse nel 1788), un medico di Liverpool che potrebbe aver effettivamente conosciuto Priestley. Lo storico dell'ateismo David Berman ha sostenuto con forza la paternità di Turner, ma ha anche suggerito che ci potrebbe essere la mano di due autori.

### Il "caso Sade"

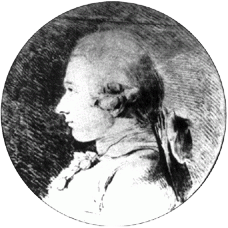
Disegno che ritrae Sade nel 1760.

Il marchese de Sade (in realtà conte Donatien-Alphonse-François de Sade) proclama con tutta la virulenza di cui è capace il suo totale ed assoluto ateismo, blasfemo e sacrilego, ma la maggior parte dei suoi scritti sarà nota al grande pubblico solo nel corso del XX° secolo; il suo Dialogo tra un prete e un moribondo, (composto nel 1782, quando l'autore era già in prigione), verrà pubblicato per la prima volta solo nel 1926.
Sade, da libero pensatore qual era, con la sua ideologia decisamente prossima all'ateismo più saldo, voleva demolire la morale religiosa che continuava a danneggiare l'individualità e la libertà di ogni singolo. L'idea di Dio è in qualche modo la mancanza inespiabile dell'umanità, il suo più autentico peccato originale: per Sade non esiste purtroppo ancora un mezzo abbastanza energico e sicuro che possa estirpare una tale "assurda e folle chimera" dal cuore dell'uomo.
In questo dialogo filosofico il marchese de Sade esprime il proprio libertinaggio e ateismo attraverso il moribondo che si rifiuta di pentirsi. Quest'ultimo, ateo, si oppone al sacerdote, che cerca di fargli ammettere la necessità dell'esistenza di Dio. L'uomo morente, insiste invece sulla impossibilità di dimostrare razionalmente tale esistenza. Il libertino morente finirà per cercare di convincere il prete sull'insensatezza di una vita pia, giungendo a dire: “L'idée de Dieu est, je l'avoue, le seul tort que je ne puisse pardonner à l'homme” (“L'idea di Dio, lo confesso, è l`unico torto che non posso perdonare all'uomo”) ribaltando la situazione e opponendo dunque il suo ruolo a quello del prete che avrebbe dovuto perdonarlo, in fin di vita, di tutti i peccati commessi dei quali però il libertino va più che mai orgoglioso.
Sade spiega che l'uomo, non conoscendo ciò che vedeva di fronte a sé, non essendo ancora capace d'attribuirgli una spiegazione naturale, nell'impossibilità in cui si trovava di spiegare le proprietà ed il comportamento della Natura, ha eretto al di sopra di se stesso un essere immaginario onnipotente, un Dio creatore dominatore del mondo naturale e capace di produrre tutte le cause e gli effetti a lui sconosciuti. Molti dei ragionamenti sadiani, che passano dal malteismo all'ateismo più esplicito, sono ripresi dal barone d'Holbach e da Jean Meslier.

### XIX secolo

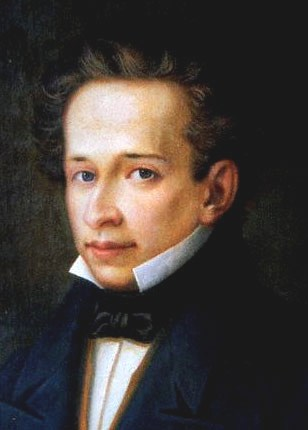
Giacomo Leopardi nel 1820 circa.

## Età contemporanea

### Leopardi
Il poeta e filosofo italiano Giacomo Leopardi è uno dei principali pensatori atei del primo ottocento.
La critica ha più volte evidenziato il materialismo, più volte da lui ribadito, e l'ateismo sostanziale di Leopardi; quest'ultimo, siccome non espresso mai in maniera esplicita e univoca, secondo alcuni è più un agnosticismo, una posizione come quella di alcuni filosofi antichi, come di attrazione-rifiuto verso la religione, più che di radicale ripulsa.
Affermazioni di ateismo, spesso implicito, si trovano in tutta la sua produzione da quella poetica, a quella filosofica (le sue opere finiranno all'Indice dei libri proibiti), fino alle lettere personali.
Un'affermazione quasi esplicita di ateismo, nonché di materialismo, in luogo del consueto pessimismo quasi "panteista", con riferimenti talvolta biblici o cristiani, dei Canti o di alcuni passi dello Zibaldone che ricordano la concezione spinoziana del Deus sive Natura, si trova in una delle Operette morali, il Frammento apocrifo di Stratone da Lampsaco, pubblicato postumo dall'amico e curatore delle opere postume Antonio Ranieri, nel 1845 a Firenze (forse escluso dall'edizione napoletana dal poeta stesso, proprio per le pesanti implicazioni con la censura borbonica o pontificia, censura invece molto allentata nel liberale regime toscano degli Asburgo-Lorena); in esso Leopardi riprende il materialismo antico degli atomisti (Democrito, Epicuro), e le idee dell'illuminista radicale d'Holbach:
 Affermando che l'universo non proviene da nulla di precedente a esso, afferma quindi che non esiste il Creatore, pur non dicendolo direttamente.

### Schopenhauer

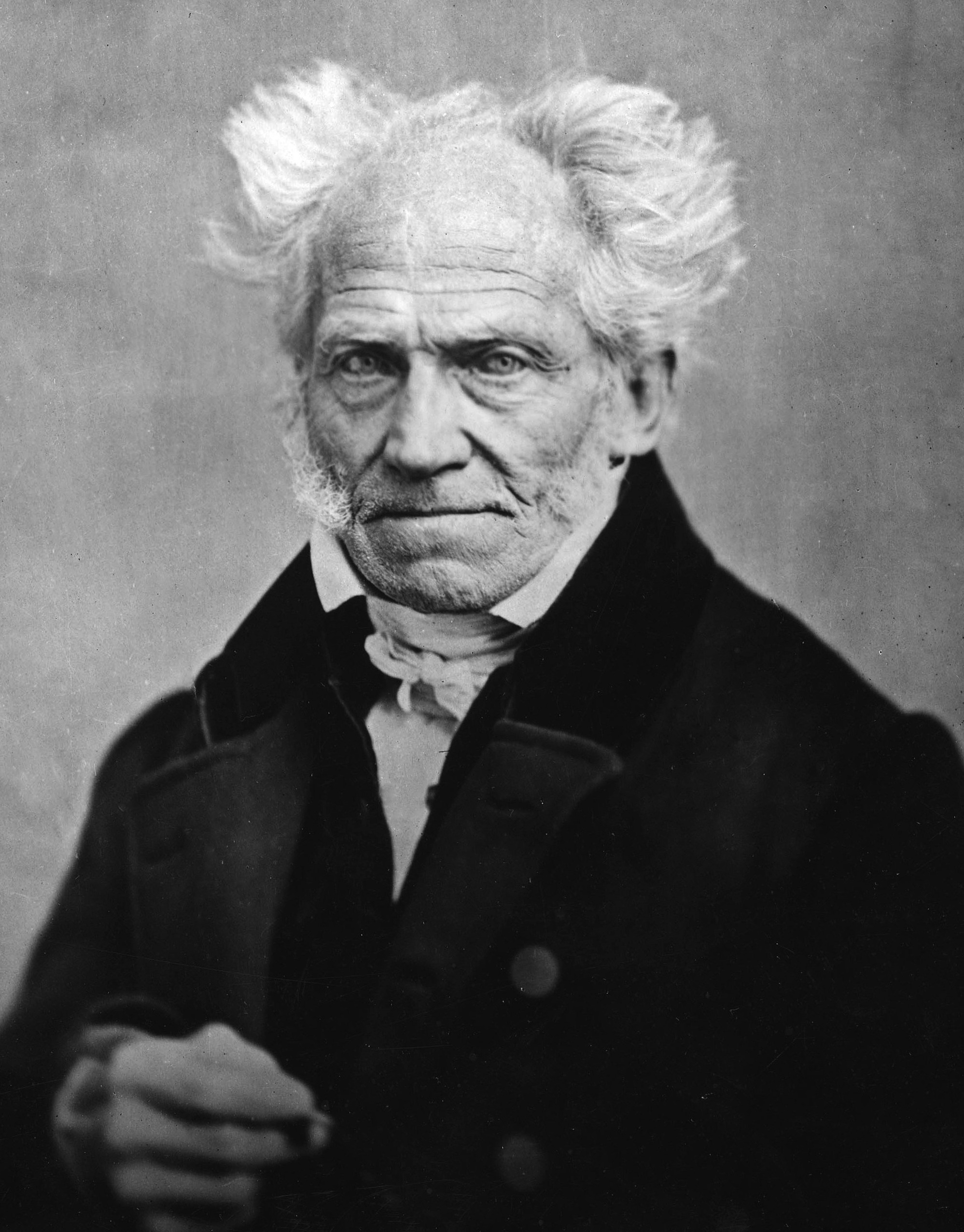
Ritratto di Arthur Schopenhauer del 1859.

Arthur Schopenhauer riprende le idee religiose (specialmente sui monoteismi, che disprezza, mentre ammira le religioni orientali) dell'illuminismo, ma si rifà anche ad Epicuro e al buddhismo delle origini (sostanzialmente indifferente riguardo all'esistenza degli dei).
Il pensatore di Danzica sostiene che le religioni "per brillare hanno bisogno delle tenebre" e contesta l'idea stessa di Dio creatore:
(Arthur Schopenhauer, Parerga e Frammenti postumi)
La tradizione cristiano-giudaica trova un senso alla nostra vita postulando l'esistenza di un Dio, ma secondo Schopenhauer, che Nietzsche definì «il primo ateo dichiarato e irremovibile che noi tedeschi abbiamo avuto», questo Dio si dovrebbe riferire a un essere conoscente che abbia voluto creare il mondo, cioè un essere che ha elargito agli uomini come un dono un tale miserevole stato di cose.
La prova fisico-teleologica kantiana dell'esistenza di un Dio architetto di un universo ordinato, apprezzata come la più intuitiva dal senso comune e da filosofi come David Hume e Voltaire che la riteneva «la prova delle prove», viene invece contestata da Schopenhauer che la giudica non diversa dalla prova "keraunologica", che si basa sul terrore del fulmine (keraunos in greco), per la quale gli ignoranti credevano nell'esistenza di Zeus. Per lui, invece, «o si pensa o si crede».

Un mondo così pervaso dal male potrebbe portare finalisticamente a credere nell'esistenza di un Dio concependolo come un Essere supremamente malvagio (malteismo), mentre il Dio buono e onnisciente è impossibile per l'incompatibilità dei suoi attributi. Schopenhauer, che non crede a ciò e sostiene che il dolore sia dovuto alla "volontà" e al desiderio eccessivo, afferma comunque che: 

### Altri pensatori
Il poeta inglese esponente del Romanticismo Percy Bysshe Shelley ha subito l'espulsione dall'università di Oxford nel 1811 per aver presentato al Decano un opuscolo che aveva scritto in forma anonima intitolato La necessità dell'ateismo; questo pamphlet è considerato ancor oggi dagli studiosi come una delle prime attestazioni pubbliche di ateismo mai scritte e fatte propagare in lingua inglese.
Una notevole influenza ebbe invece in lingua tedesca l'Essenza del cristianesimo di Ludwig Feuerbach; essa ha influenzato altri pensatori atei tedeschi per tutto il corso dell'Ottocento, da Karl Marx e Max Stirner, ad Arthur Schopenhauer e Friedrich Nietzsche.
Il libero pensatore Charles Bradlaugh (1833-1891) è stato più volte eletto al Parlamento britannico, ma gli venne negato il permesso di prendere il proprio posto a causa di motivazioni religiose; egli rifiutava difatti di giurare fedeltà a Dio. A seguito di ciò Bradlaugh è stato rieletto per la quarta volta, un nuovo Speaker ha permesso così al parlamentare di prestare giuramento, non a Dio bensì al sovrano terreno; è diventato il primo ateo schietto a sedere in Parlamento, dove ha partecipato alla modifica della legge dei Giuramenti del 1888.

### Marx

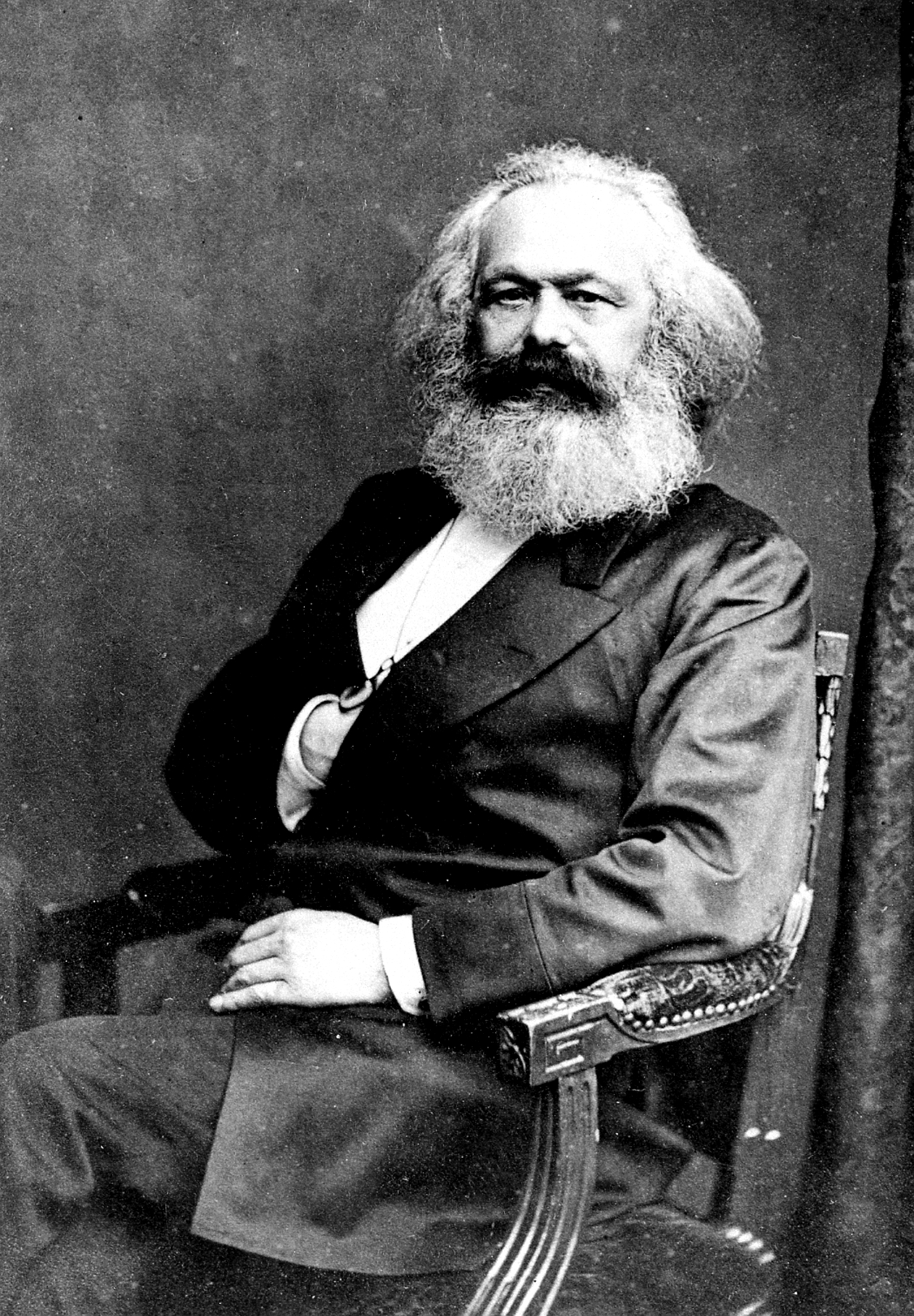
Per Marx la religione è l'oppio dei popoli.

Nel 1844, Karl Marx (1818-1883), un economista politico ateo (fondatore del socialismo scientifico comunista, del marxismo e del materialismo storico), ha scritto nel suo "Per la critica della filosofia del diritto di Hegel": "la sofferenza religiosa è, in un medesimo tempo, l'espressione della sofferenza reale e una protesta contro la vera sofferenza. La religione è il sospiro della creatura oppressa, il cuore di un mondo senza cuore, e l'anima di condizioni senza anima. È l'oppio dei popoli."
Marx riteneva che le persone si rivolgono alla religione al fine di alleviare il dolore causato dalla realtà delle situazioni sociali; cioè Marx suggerisce che la religione è un tentativo di trascendere lo stato materiale delle cose in una società - fondata sul dolore costituito dall'oppressione di classe - creando efficacemente un mondo di sogno, rendendo il credente religioso suscettibile di perfetto controllo sociale e di sfruttamento in questo mondo, mentre egli continua inutilmente a sperare di trovar sollievo e giustizia nella vita dopo la morte. Nello stesso saggio, afferma anche che è l'uomo a creare la religione, non il contrario.

### Nietzsche

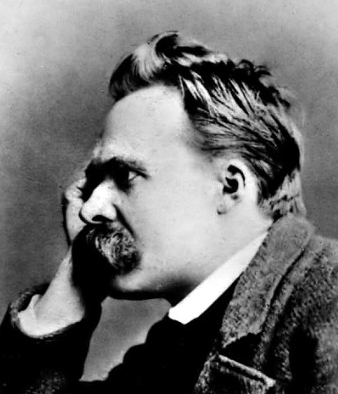
Per Nietzsche Dio è morto.

Friedrich Nietzsche, uno dei più importanti filosofi del XIX secolo, è noto per aver coniato l'aforisma "Dio è morto" (in tedesco: "Gott ist tot"); per inciso la frase non fu pronunciata da Nietzsche direttamente, ma viene utilizzata dall'autore all'interno di un dialogo tra due personaggi dell'opera del 1882 La gaia scienza. Nietzsche sosteneva che il teismo cristiano come sistema di credenze fosse stato il fondamento morale principale del mondo occidentale, e che il rifiuto ed il crollo di questa credenza come risultato del pensiero moderno, costituito dalla morte di Dio, sarebbe stato naturalmente causa di un aumento del nichilismo o di mancanza di valori e punti fermi nell'esistenza.
La riflessione nietzscheana è strenuamente atea, ma egli era anche preoccupato per gli effetti negativi del nichilismo sull'umanità. Come tale, ha richiamato l'attenzione nei confronti di una rivalutazione di vecchi valori e la creazione di nuove "tavole della legge", sperando che in questo modo l'uomo avrebbe potuto ottenere uno status superiore identificato con la definizione di Oltreuomo.

### Ateismo di fine secolo
Lungo il corso del XIX secolo prese il suo avvio anche il contemporaneo femminismo ateo, un movimento che sostiene il femminismo all'interno dell'ateismo. Le femministe atee si oppongono anche alla religione in quanto una delle fonti principali di oppressione femminile e di disuguaglianza di genere, affermando che la maggior parte delle religioni mondiali è sessista e oppressiva nei confronti delle donne.
In ambito letterario gli scrittori francesi Émile Zola e Octave Mirbeau si sono distinti per i loro interventi contrari ad ogni fede religiosa. Ebbe inoltre importanza il positivismo, che prese l'avvio dalle idee di Auguste Comte, e l'evoluzionismo di Charles Darwin, che forniva una spiegazione scientifica all'origine dell'uomo e della vita. In Italia l'ateismo e l'anticlericalismo si diffusero molto con il Risorgimento, ostacolato da papa Pio IX per motivi politici.

### XX secolo
L'ateismo nel ventesimo secolo ha trovato riconoscimento in una grande e più ampia varietà di altre filosofie della tradizione occidentale, come l'esistenzialismo, l'oggettivismo, di Ayn Rand, l'umanesimo secolare, il nichilismo, il positivismo logico, il marxismo, l'anarchismo, il femminismo, ed in generale il movimento scientifico rifacentesi al razionalismo.
Il neopositivismo e la filosofia analitica hanno invece scartato il razionalismo classico e la metafisica a favore di un rigoroso empirismo e nominalismo epistemologico. I suoi massimi sostenitori, come Bertrand Russell, hanno enfaticamente respinte la fede in Dio. Nei suoi primi lavori Ludwig Wittgenstein ha tentato di separare il linguaggio di tipo metafisico e soprannaturale dal discorso razionale. Henry Louis Mencken ha cercato di sfatare sia l'idea che la scienza e la religione siano compatibili, ma anche l'idea che la scienza sia un sistema di credenze dogmatiche come qualsiasi religione.
Nel mondo islamico si sono verificati movimenti laici e anticlericali, come in Turchia, guidata fino al 1938 dal leader Mustafa Kemal Atatürk, spesso ritenuto ateo o perlomeno agnostico.
Il britannico Alfred Jules Ayer ha affermato la non verificabilità e mancanza di senso delle dichiarazioni religiose, sottolineando così fortemente la sua adesione esclusiva alle scienze empiriche. Lo strutturalismo di Claude Lévi-Strauss riporta l'origine del linguaggio religioso al subconscio umano, negandone il suo presunto significato trascendente. Anche il sudafricano John Niemeyer Findlay e l'accademico australiano John Jamieson Carswell Smart hanno sostenuto che l'esistenza di Dio non è logicamente necessaria.
Molti esponenti nel naturalismo (filosofia) e del materialismo, come ad esempio John Dewey, hanno considerato il mondo naturale per essere la base di tutto, negando l'esistenza di Dio o di qualsiasi forma di immortalità al di là della Materia.
Ma anche al di fuori del campo più strettamente filosofico le personalità atee sono innumerevoli: dal fondatore della psicoanalisi Sigmund Freud (con L'uomo Mosè e la religione monoteistica del 1938) allo scrittore e drammaturgo esistenzialista Albert Camus, ai poeti e scrittori italiani Cesare Pavese, Pier Paolo Pasolini e Primo Levi. Molto importante è anche l'esistenzialismo ateo dei filosofi Jean-Paul Sartre e Simone de Beauvoir (femminista compagna di Sartre), che prende le mosse dal tema dell'assenza di Dio per postulare una morale interamente umanista.
Tra gli scienziati si sono considerati apertamente atei lo psicoanalista Wilhelm Reich, il medico esponente dell'antipsichiatria Thomas Szasz, gli astrofisici e cosmologi Roger Penrose e Stephen Hawking, l'astronoma Margherita Hack e il biologo Richard Dawkins.
Lo storico Geoffrey Blainey ha scritto che nel corso del XX secolo, gli atei nelle società occidentali sono diventati socialmente più attivi e anche in certi casi militanti politici, facendo spesso affidamento per promuovere le loro tesi "essenzialmente sugli argomenti utilizzati da numerosi cristiani radicali almeno a partire dal XVIII secolo". Hanno così rifiutato l'idea di un Dio interventista, dicendo che il cristianesimo ha promosso lungo tutto il corso della sua storia soltanto la guerra e la violenza, anche se poi "i leader più spietati della seconda guerra mondiale erano atei e laici che erano intensamente ostili sia all'ebraismo che al cristianesimo... [e]... Più tardi atrocità di massa sono state commesse in Oriente da questi atei ardenti, da Pol Pot a Mao Tse-tung". Alcuni scienziati sono stati nel frattempo coinvolti nell'articolazione di una visione in cui il mondo diventando sempre più istruito, finirà col sostituire definitivamente la religione dall'ambito esistenziale umano.

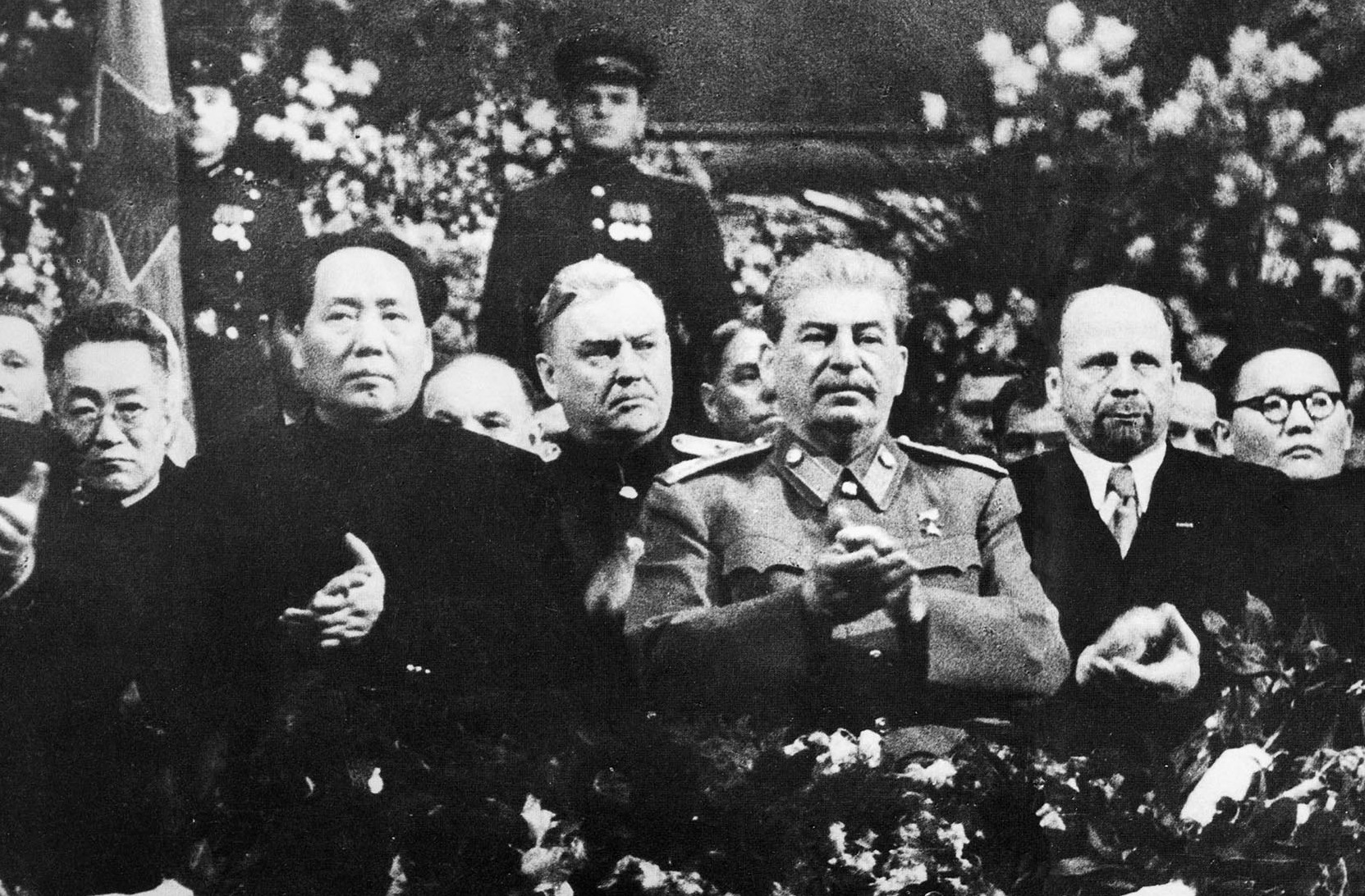
Mao e Stalin, propugnatori dell'ateismo di Stato in Cina e URSS.

### Ateismo di Stato
Spesso, l'opposizione dello Stato alla religione ha preso forme più violente; Aleksandr Isaevič Solženicyn documenta diffuse persecuzioni, arresti e torture dei credenti, nel suo saggio d'inchiesta narrativa intitolato Arcipelago Gulag. Di conseguenza le organizzazioni religiose, come la Chiesa cattolica, sono stati tra gli avversari più severi dei vari regimi che si sono affidati all'ideologia propagata dal comunismo. In alcuni casi, le misure rigorose iniziali di controllo e di opposizione alle attività religiose sono state progressivamente allentate negli stati comunisti.
Il Papa Pio XI ha sfidato apertamente con le sue encicliche, criticandole con severità, sia le nuove dottrine di destra del fascismo italiano (Non Abbiamo Bisogno 1931) e del nazismo tedesco (Mit brennender Sorge, 1937) sia quelle di sinistra con la denuncia del comunismo ateo in Divini Redemptoris (1937).

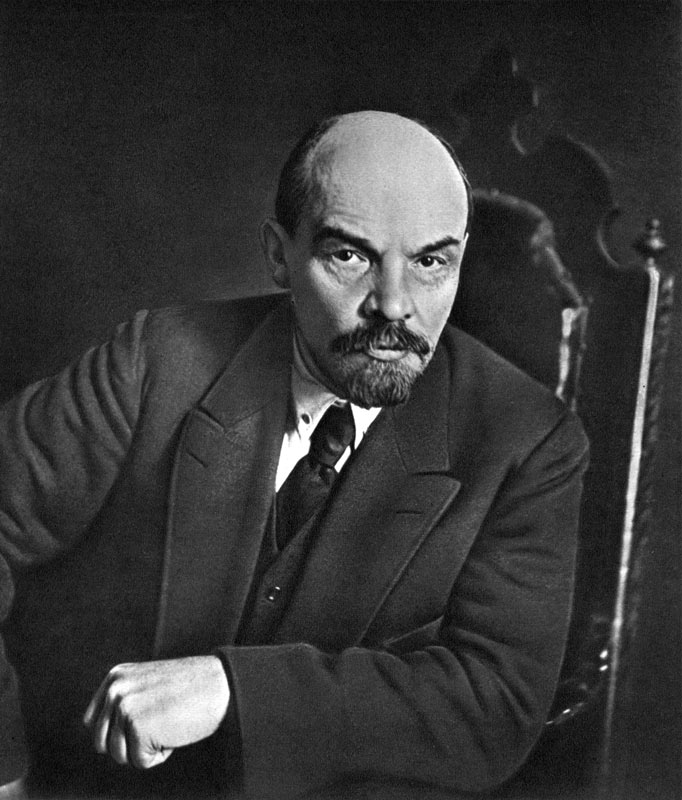
Per Lenin, il leader comunista russo e primo capo dell'Unione sovietica, la religione è un contagio tra i più pericolosi.

La Chiesa ortodossa russa, per secoli la più forte di tutte le Chiese ortodosse, è stata inizialmente soppressa dagli atei a seguito della Rivoluzione russa del 1917 che ha cancellato l'impero russo. Nel 1922, il nuovo regime sovietico ha arrestato il Patriarca della Chiesa Ortodossa di Russia. I leader sovietici Vladimir Lenin e Stalin hanno sempre energicamente perseguito una politica di persecuzione della Chiesa per tutti li anni '20 e '30. Lenin scrisse che ogni idea religiosa e ogni idea di Dio "è bassezza indicibile... del tipo più pericoloso, un contagio del tipo più abominevole". Molti sacerdoti sono stati uccisi e imprigionati. Migliaia di chiese sono state chiuse, alcune trasformati in templi dell'ateismo. Nel 1925 il governo ha fondato la Lega degli atei militanti con l'intento acclarato di intensificare la persecuzione. Il regime ha ceduto nella sua idea di persecuzione solo dopo l'invasione nazista dell'Unione Sovietica nel 1941 con l'Operazione Barbarossa.
Bullock ha scritto che "un regime marxista era 'senza Dio' per definizione, e Stalin aveva deriso il credo religioso fin dagli anni giovanili passati nel Seminario di Tbilisi". Il suo assalto alla classe contadina russa, scriveva Bullock, "era stato tanto un attacco alla loro religione tradizionale quanto alle loro aziende individuali, oltre che per aver svolto un ruolo importante nel suscitare la resistenza contadina al bolscevismo...". In Divini Redemptoris il Papa Pio XI ha detto che il comunismo ateo guidato da Mosca mirava a "sconvolgere l'ordine sociale e a minare le fondamenta della civiltà cristiana".
La figura centrale nel fascismo italiano è stato l'ateo Benito Mussolini. Nella sua carriera, Mussolini si è rivelato un avversario acceso della Chiesa e il primo programma del partito fascista scritto nel 1919, aveva chiesto la secolarizzazione di tutti i beni della Chiesa presenti in Italia. Più pragmatico del suo alleato tedesco Adolf Hitler (vedi pensiero religioso di Adolf Hitler), Mussolini ha poi moderato la propria posizione permettendo ufficialmente l'insegnamento della religione nelle scuole; questo dopo esser venuto in accordi con il Papato tramite il trattato dei Patti lateranensi del 1929. Tuttavia ancora nel 1931, nell'enciclica Non abbiamo bisogno del pontefice Pio XI, la Chiesa cattolica condannava il "culto pagano dello Stato" del suo movimento fascista e la "rivoluzione che strappa il giovane dalla Chiesa e da Gesù Cristo, e che inculca nei ragazzi l'odio, la violenza e l'irriverenza".

Lo storico accademico britannico Sir Richard John Evans ha scritto che "Hitler ha sottolineato più volte la sua convinzione che il nazismo fosse un'ideologia laica fondata sulla scienza moderna; ha dichiarato inoltre che avrebbe potuto facilmente distruggere le ultime vestigia rimanenti della superstizione. 'A lungo termine', [ Hitler] ha concluso, 'il nazionalsocialismo e la religione non saranno più in grado di esistere insieme'". Anche il noto storico Franco Cardini sostiene che Hitler e il suo pensiero rivestano il carattere profondo dell'ateismo, sebbene il Führer non si sia mai dichiarato ateo. Pensieri questi poi concretizzati con ordinanze statali che obbligavano le scuole ad eliminare i crocefissi e abolendo l`ora di religione nelle scuole del Reich, arrestando e perseguitando vescovi, preti e suore. Prima della firma del concordato Hitler dichiarò: 
A differenza di ciò, si trovò invece a dichiarare pubblicamente: "Non tolleriamo nessuno nelle nostre file, che attacchi le idee del cristianesimo... in realtà il nostro movimento è cristiano".Hitler ,come ha scritto il suo biografo più famoso Joachim Fest ,più che ateo era da considerare fautore di una religione di stampo ariano-germanico insomma un neo-pagano semiateo anticristiano che pubblicamente non si esponeva ma privatamente dimostrava tutta la sua contrarietà al cristianesimo come attestano diverse sue affermazioni annotate dal suo segretario durante colloqui privati : «Il colpo più duro che l’umanità abbia ricevuto è l’avvento del cristianesimo. Il bolscevismo è un figlio illegittimo del cristianesimo. L’uno e l’altro sono un’invenzione degli Ebrei. Il cristianesimo è un’invenzione di cervelli malati, un insieme di mistificazioni ebraiche manipolate dai preti, la prima religione a sterminare i suoi avversari in nome dell’amore; è intollerante, inganna il popolo, contraddice la ragione e lo sviluppo scientifico; proclama un egualitarismo iniquo, diffonde l’idea pericolosa e nociva dell’aldilà e di un Dio trascendente; venera il volto contorto di un crocifisso; separa l’uomo dalla materia, mentre non esiste alcuna frontiera tra l’organico e l’inorganico; Quanto ai preti, sono aborti in sottana, brulichio di cimici nere, rettili: è la Chiesa cattolica stessa che non ha che un desiderio: la nostra rovina. Schiaccerò la Chiesa come si fa con un rospo»
La maggior parte dei nazisti non hanno lasciato le loro chiese di appartenenza. Evans ha scritto che, nel 1939, il 95% dei tedeschi ancora si dichiaravano protestanti o cattolici, mentre il 3,5% è stato Gottgläubig e solo l'1,5% ateo. La maggior parte degli appartenenti a queste ultime categorie erano "nazisti convinti che avevano lasciato la loro Chiesa per volere del partito, che aveva attivamente cercato almeno dalla metà degli anni 1930 di ridurre sempre più l'influenza del cristianesimo all'interno della società tedesca". La maggior parte dei tre milioni di membri del Partito Nazionalsocialista Tedesco dei Lavoratori hanno continuato a pagare le tasse della chiesa e a registrarsi sia come cattolici o come evangelici protestanti cristiani malgrado nell’agosto del 1932 la Conferenza Episcopale Cattolica Tedesca emanò un documento ufficiale in cui si ribadiva in modo solenne l'interdizione dei cattolici a iscriversi al partito nazista, pena la scomunica e si metteva all`indice il Mein Kampf. Inoltre il partito nazista sollecitava i suoi dirigenti a richiedere la cancellazione dai registri parrocchiali con un atto pubblico ufficiale il cosiddetto Kirchenaustritt (la fuoriuscita dalla chiesa) dato che riteneva, in linea col pensiero di Hitler, poco compatibili l'essere cristiani e nazisti al tempo stesso.
I " Gottgläubig "(letteralmente "I credenti in Dio") erano invece una forma religiosa nazificata non confessionale fondata sulla credenza in un dio, spesso descritto come prevalentemente sulla base del creazionismo e del punto di vista derivante dal deismo. Heinrich Himmler, che era fortemente affascinato dall'antico paganesimo germanico (vedi paganesimo norreno e paganesimo celtico), è stato un grande promotore del movimento gottgläubig e non ha permesso l'accesso degli atei dichiarati nelle SS, sostenendo che il loro "rifiuto di riconoscere poteri superiori" sarebbe stata una "potenziale fonte di indisciplina".
Alcuni stati socialisti nel XX secolo hanno incoraggiato l'ateismo; in particolare nell'Albania di Enver Hoxha fu imposto l'ateismo di Stato tra il 1944 e il 1990. Oggi nella Corea del Nord e nel Vietnam vige ancora l'ateismo di stato.

### Altri sviluppi
In India, EV Ramasami Naicker (Periyar), è stato uno dei più prominenti leader atei; egli ha combattuto strenuamente contro l'induismo e la casta dei bramini che discrimina e che divide le persone in nome della casta a cui si appartiene per nascita e della credenza religiosa. Ciò è stato evidenziato nel 1956, quando ha fatto dichiarazioni anti-teistiche ed azioni simboliche contrarie alla fede nel dio indù Rāma.

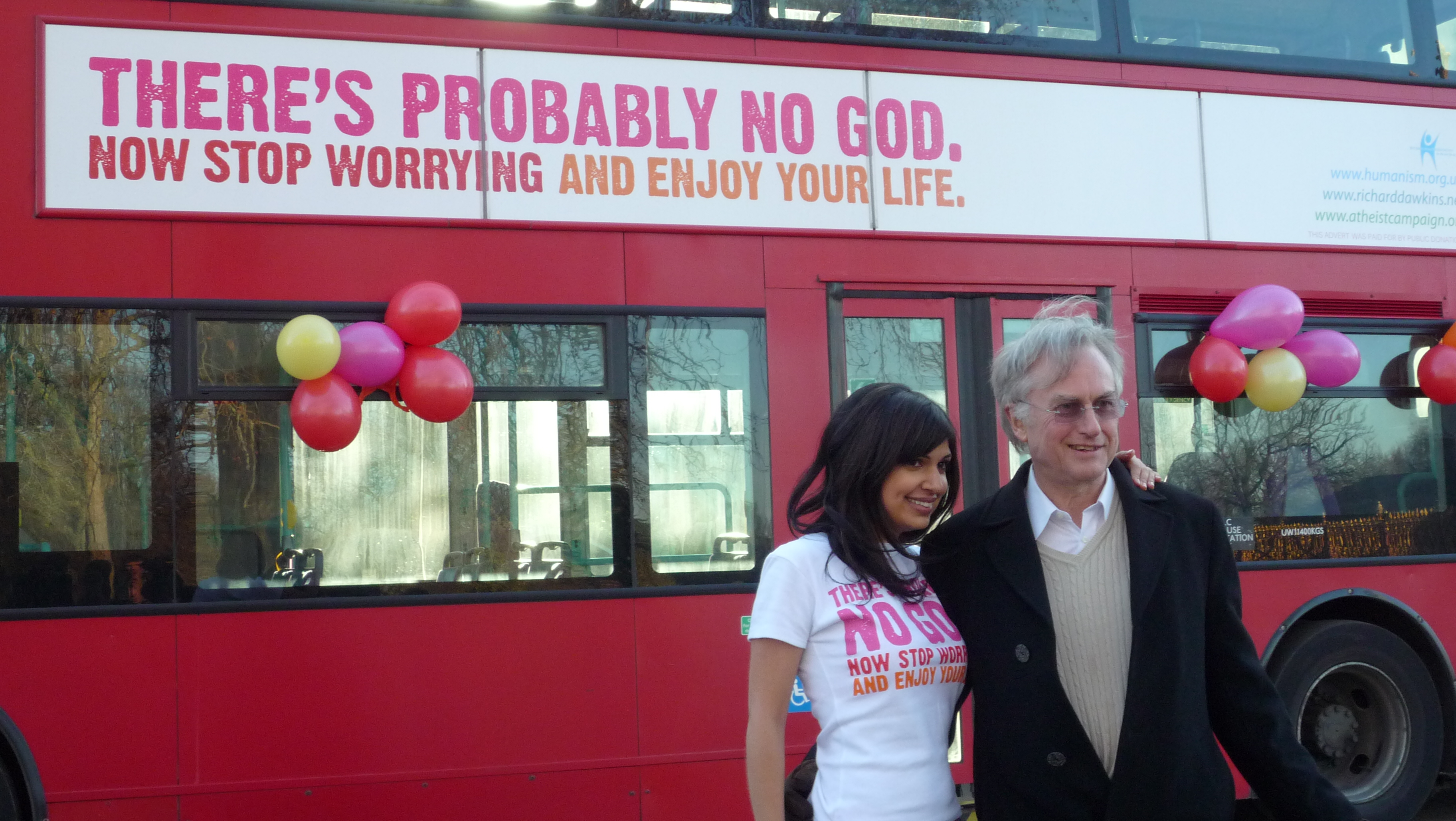
Richard Dawkins in compagnia di Ariane Sherine durante il lancio della campagna degli autobus atei.

## XXI secolo
Nel 2013 il primo monumento ateo posato su un suolo di proprietà del governo americano è stato presentato nella contea di Bradford (Florida); si tratta di un banco di granito di 1500 chili e un basamento su cui sono iscritte citazioni di Thomas Jefferson, Benjamin Franklin e Madalyn Murray O'Hair.
Nel XXI secolo ha preso importanza il movimento dell'antiteismo e la sua corrente del nuovo ateismo, un gruppo eterogeneo caratterizzato da un'impronta etica e fortemente anticlericale, a cui sono stati avvicinati il citato biologo Richard Dawkins (con il suo celebre L'illusione di Dio), il logico Daniel Dennett, il matematico Piergiorgio Odifreddi, il saggista Sam Harris, il filosofo francese anarco-edonista Michel Onfray (autore del Trattato di ateologia) e il giornalista anglo-statunitense Christopher Hitchens; la critica di Hitchens fu rivolta principalmente ai tre monoteismi, in particolare al cristianesimo, specie cattolico, e nell'ultima parte della sua vita, all'Islam, contro cui combatté una battaglia verbale anti-fondamentalista. A tal proposito, si segnala anche la prima diffusione moderna dell'ateismo nel mondo arabo e islamico, a livello accademico, con l'opera di Hamid Zanaz, vicino alle posizioni di Onfray che ha curato l'introduzione al suo primo saggio.